# Bầu cử ở Việt Nam

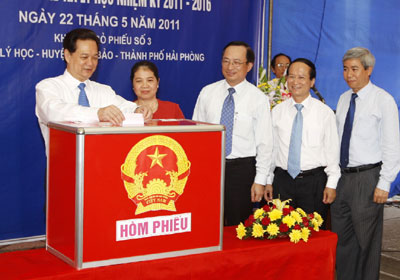
Thủ tướng Nguyễn Tấn Dũng đi bầu ở Lý Học, Hải Phòng

Bầu cử ở Việt Nam là quá trình các cử tri của quốc gia này đưa ra quyết định theo các cách thức mà pháp luật quy định để chọn ra các đại biểu đại diện cho mình nắm giữ các chức vụ trong cơ quan dân cử của chính quyền ở trung ương và địa phương trong phạm vi lãnh thổ. Việc bầu cử ở Việt Nam gồm bầu cử Quốc hội (ở Trung ương) và bầu cử Hội đồng nhân dân các cấp (ở địa phương).
Thông thường, các cuộc bầu cử được tiến hành khi các cơ quan dân cử (hay cơ quan quyền lực nhà nước) hết nhiệm kỳ thì sẽ được ấn định vào vị trí công tác khác. Còn những người trúng cử sau này cũng được ấn định từ trước từ Ủy ban bầu cử. Theo quy định của Hiến pháp năm 1992, nhiệm kỳ của Quốc hội mỗi khóa là năm năm, tương tự, năm năm cũng là nhiệm kỳ của Hội đồng nhân dân các cấp chính vì vậy cứ năm năm một lần, ở Việt Nam lại định kỳ tiến hành bầu cử Quốc hội và Hội đồng nhân dân các cấp.
Tại Việt Nam, các cuộc bầu cử có tính chất pháp lý rất quan trọng, đó là một khâu quan trọng để thành lập các cơ quan quyền lực nhà nước từ trung ương đến địa phương. Là phương thức quan trọng để nhân dân thực hiện quyền lực của mình. Điều 6 Hiến pháp Việt Nam năm 1992 khẳng định: "Nhân dân sử dụng quyền lực Nhà nước thông qua Quốc hội và Hội đồng nhân dân là những cơ quan đại diện cho ý chí và nguyện vọng của nhân dân, do nhân dân bầu ra và chịu trách nhiệm trước nhân dân".
Thuật ngữ bầu cử ở Việt Nam được cho là gắn mật thiết với khái niệm dân chủ, trong đó những cuộc bầu cử tự do và công bằng là phương thức đảm bảo cho việc tôn trọng các quyền tự do, dân chủ đó. Trong một nền dân chủ, quyền lực của nhà nước chỉ được thực thi khi có sự nhất trí của người dân (người bị quản lý). Cơ chế căn bản để chuyển sự nhất trí đó thành quyền lực nhà nước là tổ chức bầu cử tự do và công bằng.
Bầu cử cũng được hiểu là cách thức nhân dân trao quyền cho Nhà nước và với tư cách là một chế độ tiên tiến, Nhà nước Cộng hòa Xã hội chủ nghĩa Việt Nam không thể bằng một phương pháp nào khác hơn là bầu cử để thành lập ra các cơ quan của mình.
Cuộc bầu cử là một trong những hình thức hoạt động xã hội – chính trị quan trọng của nhân dân. Bầu cử thu hút sự tham gia đông đảo của cử tri đại diện cho các giai cấp, tầng lớp, tôn giáo, giới tính… Bởi vậy để đạt được kết quả, các cuộc bầu cử phải được tiến hành có tổ chức, theo những trình tự chặt chẽ nhất định.
Những trình tự thủ tục này được pháp luật quy định rất chặt chẽ, ở Việt Nam có hàng loạt các văn bản pháp luật điều chỉnh về bầu cử từ Hiến pháp – văn bản có hiệu lực pháp luật cao nhất đến các đạo luật hiện hành như Luật Bầu cử đại biểu Quốc hội năm 1997 đã được sửa đổi bổ sung vào năm 2001 và năm 2007 (gọi chung là Luật bầu cử đại biểu Quốc hội) 
Luật Bầu cử đại biểu Hội đồng nhân dân năm 2003 và cho đến các văn bản dưới luật như Nghị định của Chính phủ cụ thể hóa và hướng dẫn chi tiết các văn bản nêu trên.

## Quyền bầu cử, ứng cử
Quyền bầu cử và ứng cử vào cơ quan quyền lực Nhà nước cao nhất là một trong những quyền cơ bản về chính trị của công dân. Pháp luật hiện hành đã quy định công dân có quyền bầu cử, có quyền ứng cử vào Quốc hội, Hội đồng nhân dân. Theo đó, công dân Việt Nam đủ mười tám tuổi trở lên đều có quyền bầu cử và đủ hai mươi mốt tuổi trở lên đều có quyền ứng cử đại biểu Quốc hội. Những công dân này không phân biệt dân tộc, nam nữ, thành phần xã hội, tín ngưỡng, tôn giáo, trình độ văn hóa, nghề nghiệp, thời hạn cư trú đều được ghi tên vào danh sách cử tri để bầu cử.
Mặc dù vậy, cũng có những công dân đủ các điều kiện trên nhưng không được ghi tên vào danh sách cử tri là các trường hợp người đang bị tước quyền bầu cử theo bản án, quyết định của tòa án đã có hiệu lực pháp luật hay người đang phải chấp hành hình phạt tù hoặc người đang bị tạm giam và người mất năng lực hành vi dân sự. Những quy định kiểu như vậy cũng phù hợp với thông lệ quốc tế.
Ngoài ra, những người sau đây cũng không được tham gia ứng cử đại biểu Quốc hội gồm: Những người không được tham gia bầu cử thì đương nhiên không được ứng cử, người đang bị khởi tố về hình sự, người đang phải chấp hành bản án, quyết định hình sự của Toà án hoặc đã chấp hành xong nhưng chưa được xóa án tích hay là những người đang chấp hành quyết định xử lý hành chính khác.

## Các nguyên tắc bầu cử
Các nguyên tắc bầu cử là các quy tắc, nguyên lý chỉ đạo được áp dụng cho quyền bầu cử chủ thể (quyền bầu cử chủ động và quyền bầu cử bị động). Nguyên tắc bầu cử là điều kiện được quy định bởi pháp luật bầu cử của mỗi nước, mà việc thực hiện và tuân thủ quy định đó trong quá trình bầu cử quyết định tính hợp pháp của cuộc bầu cử.
Các nước trên thế giới áp dụng các nguyên tắc bầu cử sau: phổ thông, bình đẳng, trực tiếp (gián tiếp) và bỏ phiếu kín. Những nguyên tắc đó thống nhất với nhau, đảm bảo cho cuộc bầu cử được khách quan, dân chủ, thực hiện đúng nguyện vọng của cử tri khi lựa chọn đại biểu.
Nguyên tắc bầu cử được thể hiện chặt chẽ, thống nhất và xuyên suốt trong toàn bộ quá trình tiến hành bầu cử, bảo đảm cho cuộc bầu cử khách quan, dân chủ, thể hiện đúng nguyện vọng của cử tri khi lựa chọn. Nguyên tắc bầu cử yêu cầu phải quy định rõ quyền và trách nhiệm của cử tri trong bầu cử, trách nhiệm của Nhà nước phải bảo đảm các quy định về bầu cử.
Ở Việt Nam, các nguyên tắc bầu cử dân chủ được kế thừa, bổ sung và phát triển để làm một căn cứ thực hiện một chế độ bầu cử mới thực sự dân chủ. Các nguyên tắc bầu cử theo quy định của pháp luật gồm bốn nguyên tắc đó là phổ thông, bình đẳng, trực tiếp và bỏ phiếu kín.
Điều 7 Hiến pháp Việt Nam năm 1992 quy định: "Việc bầu cử đại biểu Quốc hội và Hội đồng nhân dân được tiến hành theo nguyên tắc phổ thông, bình đẳng, trực tiếp và bỏ phiếu kín".
Những nguyên tắc bầu cử ở Việt Nam theo quy định của pháp luật hiện hành phù hợp với các nguyên tắc bầu cử thông dụng trên thế giới.

## Bầu cử Quốc hội
Trình tự tiến hành cuộc bầu cử là vấn đề trung tâm trong việc bầu cử. Đó là một loạt các công việc từ ấn định ngày bầu cử, thành lập đơn vị bầu cử, thành lập các tổ chức phụ trách bầu cử, công tác chuẩn bị bầu cử cho đến việc lập danh sách cử tri, cư tri thực hiện bỏ phiếu và việc kiểm phiếu, công bố kết quả. Đó cũng là một quy trình chặt chẽ được pháp luật quy định nghiêm ngặt.
Trình tự tiến hành một cuộc bầu cử ở Việt Nam gồm các bước sau:

### Ấn định ngày bầu cử
Để tiến hành một cuộc bầu cử, trước hết phải xác định cho được ngày bầu cử (ngày bỏ phiếu). Hiến pháp và Luật bầu cử của đa số các nước chỉ quy định thời hạn chung cho các cuộc bầu cử, còn ngày bầu cử cụ thể do một quan chức hay cơ quan có thẩm quyền xác định.
Ở Việt Nam, ngày bầu cử đại biểu Quốc hội và Hội đồng nhân dân do Ủy ban thường vụ Quốc hội ấn định và công bố chậm nhất là 105 ngày trước ngày bầu cử. Điều 85 Hiến pháp Việt Nam năm 1992 quy định: Hai tháng trước khi Quốc hội hoặc hội đồng nhân dân hết nhiệm kỳ, Quốc hội khóa mới phải được bầu xong.
Ngày bầu cử được ấn định phải là ngày chủ nhật để mọi người có điều kiện tham gia một cách đầy đủ.
Điều 54 Luật bầu cử Quốc hội quy định: Việc bỏ phiếu bầu cử đại biểu Quốc hội được tiến hành cùng một ngày trong cả nước. Ngày bầu cử phải là ngày chủ nhật, do Uỷ ban thường vụ Quốc hội ấn định và công bố chậm nhất là 105 ngày trước ngày bầu cử.
Việc Ủy ban thường vụ Quốc hội ấn định ngày bầu cử là công đoạn đầu tiên của công việc tiến hành một cuộc bầu cử. Bắt đầu từ đây, mọi việc có liên quan đến việc bỏ phiếu và xác định kết quả bầu cử bắt đầu được tiến hành.
Trước đây, ở Việt Nam, ngày bầu cử được ấn định chậm nhất là 60 ngày trước ngày bầu cử nhưng thời hạn này là quá ngắn là cho công tác chuẩn bị bầu cử của các cơ quan tổ chức vốn yếu kém về năng lực lại tỏ ra bị động, lúng túng. Pháp luật hiện hành đã nâng thời gian chuẩn bị bầu cử dài hơn bằng cách kéo dài thời gian chậm nhất phải ấn định từ 60 – 90 ngày, kể cả cuộc bầu cử Quốc hội lẫn các cuộc bầu cử Hội đồng nhân dân.
Trong trường hợp đặc biệt cần hoãn ngày bỏ phiếu hoặc bỏ phiếu sớm hơn thì Ban bầu cử phải báo cáo với Uỷ ban bầu cử để đề nghị Hội đồng bầu cử xem xét, quyết định.
Trước cuộc bỏ phiếu 10 ngày, Tổ bầu cử phải thường xuyên thông báo cho cử tri biết ngày bầu cử, nơi bỏ phiếu, thời gian bỏ phiếu.
Cử tri chỉ được đi bỏ phiếu đúng vào ngày đã được ấn định trước trên toàn quốc. Tuy vậy, đối với một số vùng miền có khó khăn về giao thông, liên lạc, việc bầu cử có thể tiến hành sớm hơn ngày đã ấn định để kết quả bầu cử có thể kịp chuyển về tổng hợp chung. Trong kỳ bầu cử đại biểu Quốc hội khóa XII, một số vùng như huyện đảo Trường Sa (Khánh Hoà) và huyện đảo Bạch Long Vĩ (thành phố Hải Phòng) đã bỏ phiếu sớm hơn.

### Thành lập các tổ chức phụ trách bầu cử
Để tổ chức bầu cử, các nước thành lập các tổ chức phụ trách bầu cử, thường được gọi là Ủy ban bầu cử. Các loại tổ chức phụ trách bầu cử thông dụng như sau: 
- Tổ chức bầu cử ở Trung ương: Có nhiệm vụ lãnh đạo cuộc bầu cử trên phạm vi cả nước.
- Tổ chức phụ trách bầu cử ở đơn vị bầu cử: Có nhiệm vụ phối hợp và giám sát hoạt động của các tổ chức phụ trách bầu cử ở khu vực bỏ phiếu, lập và đăng ký danh sách ứng cử viên của đơn vị bầu cử, bảo đảm quá trình vận động tranh cử, xác định kết quả bầu cử trong đơn vị bầu cử.
- Tổ chức bầu cử ở khu vực bỏ phiếu: Có nhiệm vụ lập danh sách cử tri (nếu không lập thì hiệu đính), tổ chức việc bầu cử và xác định kết quả kiểm phiếu ở khu vực bỏ phiếu.

Tại Việt Nam, việc thành lập các tổ chức phụ trách bầu cử được chuẩn bị chu đáo. Các tổ chức phụ trách bầu cử được pháp luật quy định thành lập từ trung ương đến địa phương. Đồng thời, Luật quy định khi ra quyết định thành lập các tổ chức phụ trách bầu cử thì ấn định luôn các chức danh cụ thể của các tổ chức này, để giảm bớt các thủ tục hành chính không cần thiết. Ngoài ra việc phụ trách bầu cử còn được sự hỗ trợ rất lớn từ phía Mặt trận Tổ quốc và Hội đồng nhân dân các cấp.
Các tổ chức phụ trách bầu cử bao gồm:

### Hội đồng bầu cử
Giai đoạn tiếp theo của cuộc bầu cử là thành lập Hội đồng bầu cử. Đây là cơ quan lãnh đạo chung cho cuộc bầu cử. Hội đồng bầu cử ở Trung ương được thành lập cho cuộc bầu cử đại biểu Quốc hội. Hội đồng bầu cử đại biểu Hội đồng nhân dân tỉnh, thành phố trực thuộc trung ương. Hội đồng bầu cử Hội đồng nhân dân quận, huyện, xã, phường và cấp tương đương.
Thành phần Hội đồng bầu cử bao gồm đại diện các tổ chức xã hội, tổ chức đảng, Nhà nước.
Hội đồng bầu cử có nhiêm vụ: 
1. Lãnh đạo việc tổ chức bầu cử chung; kiểm tra, đôn đốc việc thi hành các quy định của pháp luật về bầu cử và tiến hành cuộc bầu cử.
2. Quy định mẫu thẻ cử tri và phiếu bầu cử; lập và công bố danh sách ứng cử viên theo từng đơn vị bầu cử.
3. Giải quyết khiếu nại, tố cáo về công tác của Uỷ ban bầu cử, Ban bầu cử và Tổ bầu cử; Giải quyết khiếu nại, tố cáo về bầu cử do các tổ chức bầu cử cấp dưới chuyển đến; Giải quyết khiếu nại, tố cáo về người ứng cử; Giải quyết khiếu nại về kết quả bầu cử.
4. Kiểm tra biên bản xác định kết quả bầu cử do Uỷ ban bầu cử, Ban bầu cử gửi đến; làm biên bản tổng kết cuộc bầu cử trong cả nước; Xét và quyết định việc bầu cử lại, bầu cử thêm hoặc huỷ bỏ kết quả bầu cử ở đơn vị bầu cử.
5. Công bố kết quả bầu cử trong cả nước, cấp giấy chứng nhận cho đại biểu trúng cử.
Trong các nhiệm vụ trên thì công việc lãnh đạo công việc bầu cử chung, công bố danh sách ứng cử viên và tuyên bố kết quả bầu cử là những công việc quan trọng của Hội đồng bầu cử.
- Hội đồng bầu cử Quốc hội ở Trung ương:

Hội đồng này do Ủy ban Thường vụ Quốc hội thành lập.
Số lượng thành viên được ấn định từ 15 đến 21 người, thành phần gồm Chủ tịch, các Phó Chủ tịch, Tổng thư ký và các uỷ viên là đại diện Uỷ ban thường vụ Quốc hội, Chính phủ, Uỷ ban trung ương Mặt trận Tổ quốc Việt Nam, một số cơ quan, tổ chức hữu quan.
Theo Luật bầu cử đại biểu Quốc hội, Ủy ban Thường vụ Quốc hội phải thành lập và công bố thành phần bầu cử trung ương chậm nhất 105 ngày.
- Hội đồng bầu cử ở địa phương:

Tương tự, ở địa phương, Hội đồng bầu cử đại biểu Hội đồng nhân dân do Ủy ban nhân dân cùng cấp phối hợp với thường trực Hội đồng nhân dân cấp đó thành lập.
Thời gian thành lập: Chậm nhất là 90 ngày trước ngày bầu cử đại biểu Hội đồng nhân dân các cấp.
Thành phần Hội đồng gồm đại diện Thường trực Hội đồng nhân dân, Uỷ ban nhân dân, Ban thường trực Uỷ ban Mặt trận Tổ quốc Việt Nam và các cơ quan khác của Nhà nước, tổ chức chính trị, tổ chức chính trị - xã hội. Hội đồng bầu cử bầu Chủ tịch, Phó Chủ tịch và Thư ký.
Số lượng thành viên: Hội đồng bầu cử đại biểu Hội đồng nhân dân cấp tỉnh có từ 15 đến 21 người. Cấp huyện có từ 11 đến 15 người. Cấp xã có từ 9 đến 11 người.
Tất cả các công việc chuẩn bị cho một cuộc bầu cử tiếp theo chủ yếu do các đơn vị bầu cử thực hiện.

### Ủy ban bầu cử
Lãnh đạo bầu cử ở các đơn vị do Ủy ban bầu cử (Ban bầu cử) tiến hành. Việc bầu cử về cơ bản lấy đơn vị hành chính cấp huyện là cơ sở, do vậy, mỗi địa phương, tỉnh, thành phố trực thuộc trung ương có thể có từ 2 đến 5 đơn vị. Để phụ trách chung công việc bầu cử trong lãnh thổ trực thuộc trung ương có từ hai đơn vị bầu cử trở lên, pháp luật quy định thành lập các ủy ban bầu cử. Ủy ban bầu cử có nhiệm vụ lãnh đạo chung hoạt động của các ban bầu cử.
- Thời gian thành lập:

Chậm nhất là 95 ngày trước ngày bầu cử, Thường trực Hội đồng nhân dân tỉnh, thành phố trực thuộc trung ương sau khi thống nhất với Uỷ ban nhân dân và Ban thường trực Uỷ ban Mặt trận Tổ quốc cùng cấp quyết định thành lập Uỷ ban bầu cử. Đối với Hội đồng nhân dân thì gọi là ban bầu cử.
- Số lượng và cơ cấu:

Ủy ban bầu cử có từ 9 đến 15 người, gồm Chủ tịch, các Phó Chủ tịch, Thư ký và các uỷ viên là đại diện Thường trực Hội đồng nhân dân, Uỷ ban nhân dân, Uỷ ban Mặt trận Tổ quốc cùng cấp, một số cơ quan, tổ chức hữu quan khác. Đối với việc bầu cử Hội đồng nhân dân các cấp, ban bầu cử ở các đơn vị bầu cử do Ủy ban nhân dân và Ủy ban mặt trận tổ quốc cùng cấp phối hợp thành lập gồm đại diện của các tổ chức xã hội và tập thể các cử tri ở địa phương từ 5 đến 15 người. Ban bầu cử gồm có trưởng ban, phó trưởng ban và thư ký ban.
- Nhiệm vụ của Ủy ban bầu cử/Ban bầu cử gồm:

1. Chuẩn bị và tổ chức bầu cử ở các đơn vị bầu cử. Kiểm tra, đôn đốc việc thi hành, chấp hành pháp luật về bầu cử của các tổ bầu cử.
2. Xem xét hồ sơ của người được giới thiệu ứng cử, người tự ứng cử.
3. In thẻ cử tri và phiếu bầu theo mẫu của Hội đồng bầu cử.
4. Lập danh sách những người ứng cử theo đơn vị bầu cử. Kiểm tra việc lập và niêm yết danh sách cử tri.
5. Giải quyết khiếu nại, tố cáo về công tác của Ban bầu cử, Tổ bầu cử. Giải quyết khiếu nại, tố cáo về bầu cử do Ban bầu cử, Tổ bầu cử chuyển đến. Giải quyết khiếu nại, tố cáo về người ứng cử.
6. Nhận và kiểm tra biên bản xác định kết quả bầu cử của các Ban bầu cử; lập biên bản xác định kết quả bầu cử ở địa phương. Thông báo kết quả bầu cử ở địa phương.
7. Báo cáo tình hình tổ chức và tiến hành bầu cử; Chuyển hồ sơ, biên bản xác định kết quả bầu cử đến Hội đồng bầu cử. Tổ chức việc bầu cử lại, bầu cử thêm (nếu có).
Trong tất cả các nhiệm vụ kể trên, nhiệm vụ làm biên bản tổng hợp các biên bản kiểm phiếu do các tổ bầu cử đưa đến để xác định kết quả trúng cử hoặc không trúng cử hoặc không trúng cử cho từng ứng cử viên là rất quan trọng.
Trong trường hợp tổ chức bầu cử đại biểu Hội đồng nhân dân nhiều cấp (tối đa là ba cấp) cùng một ngày, nếu đơn vị bầu cử Hội đồng nhân dân cấp tỉnh là huyện thì Hội đồng bầu cử Hội đồng nhân dân huyện kiêm cả nhiệm vụ Ban bầu cử Hội đồng nhân dân tỉnh; nếu đơn vị bầu cử Hội đồng nhân dân huyện là xã thì Hội đồng bầu cử xã làm luôn nhiệm vụ của Ban bầu cử Hội đồng nhân dân huyện.

### Tổ bầu cử
Phụ trách công việc bầu cử ở khu vực bỏ phiếu là tổ bầu cử. Tổ bầu cử có nhiệm vụ:
- Tổ chức việc bầu cử trong khu vực bỏ phiếu.
- Bố trí phòng bỏ phiếu, nơi bỏ phiếu (buồng bỏ phiếu), bàn bỏ phiếu và chuẩn bị hòm phiếu.
- Phát thẻ cử tri cho cử tri chậm nhất là hai ngày trước ngày bầu cử, phát phiếu bầu cử cho cử tri có đóng dấu của Tổ bầu cử. Bảo đảm trật tự trong phòng bỏ phiếu.
- Kiểm phiếu và làm biên bản kết quả kiểm phiếu để gửi đến Ban bầu cử. Giao biên bản kết quả kiểm phiếu và toàn bộ phiếu bầu cho Uỷ ban nhân dân cấp xã. Báo cáo tình hình tổ chức và tiến hành bầu cử theo quy định của các tổ chức phụ trách bầu cử cấp trên (Ủy ban bầu cử, ban bầu cử, Hội đồng bầu cử);
- Tổ chức thực hiện việc bầu cử lại, bầu cử thêm (nếu có).

Trong các nhiệm vụ trên thì việc phát phiếu bầu cử và kiểm phiếu bầu cử là những nhiệm vụ quan trọng của tổ bầu cử.

### Sự tham gia của các cơ quan hữu quan
Ngoài các tổ chức phụ trách bầu cử được thành lập mang tính lâm thời, phục vụ cho các kỳ bầu cử, luật pháp Việt Nam còn quy định các cơ quan hữu quan khác cũng tham gia vào quá trình bầu cử đó là Ủy ban Mặt trận Tổ quốc Việt Nam (thường được gọi là Mặt trận Tổ quốc) các cấp và Hội đồng nhân dân các cấp.
Mặt trận Tổ quốc Việt Nam là tổ chức liên minh chính trị, liên hiệp tự nguyện của tổ chức chính trị, các tổ chức chính trị - xã hội, tổ chức xã hội và các cá nhân tiêu biểu trong các giai cấp, các tầng lớp xã hội, các dân tộc, các tôn giáo và người Việt Nam định cư ở nước ngoài". Mặt trận tổ quốc có vai trò rất lớn trong việc bầu cử. Mặt trận Tổ quốc Việt Nam có trách nhiệm tổ chức hiệp thương lựa chọn, giới thiệu người ứng cử đại biểu Quốc hội và tham gia giám sát việc bầu cử đại biểu Quốc hội để làm rõ vai trò của Mặt trận Tổ quốc Việt Nam là tổ chức đại diện khối đại đoàn kết toàn dân, là cơ sở chính trị của chính quyền nhân dân.
Bên cạnh đó, để phát huy và đề cao trách nhiệm của Hội đồng nhân dân các cấp với tư cách là cơ quan quyền lực Nhà nước ở địa phương trong việc tổ chức và tiến hành bầu cử đại biểu Quốc hội, tại Điều 6 của Luật đã xác định rõ vị trí của Thường trực Hội đồng nhân dân tỉnh, thành phố trực thuộc trung ương, huyện, quận, thị xã thuộc tỉnh, xã, phường, thị trấn trong phạm vi nhiệm vụ và quyền hạn của mình có trách nhiệm thực hiện công tác bầu cử theo quy định của pháp luật.
Và tại các Điều 15, 16 và 17 đã chính thức giao cho Thường trực Hội đồng nhân dân tỉnh, thành phố trực thuộc trung ương sau khi thống nhất với Uỷ ban nhân dân và Ban thường trực Uỷ ban Mặt trận Tổ quốc cùng cấp quyết định thành lập Uỷ ban bầu cử, Ban bầu cử; Chủ tịch Hội đồng nhân dân xã, phường, thị trấn sau khi thống nhất với Uỷ ban nhân dân, Ban thường trực Uỷ ban Mặt trận Tổ quốc cùng cấp quyết định thành lập các Tổ bầu cử.

### Về kinh phí hoạt động
Kinh phí trang trải cho hoạt động của bộ phận phụ trách cũng như trang trải cho toàn bộ cuộc bầu cử được lấy từ ngân sách nhà nước.
Kinh phí dành cho mỗi cuộc bầu cử là khá lớn. Gần đây nhất là cuộc bầu cử đại biểu Quốc hội khóa XII đã tiêu tốn đến 350 tỷ đồng tăng 1,5 lần so với mức kinh phí của cuộc bầu cử năm 2002 (tốn hết 230 tỉ đồng).
Theo ông Bùi Ngọc Thanh – Chủ nhiệm Văn phòng Quốc hội thì số kinh phí trên sẽ được chia về các địa phương theo nguyên tắc: Đầu tiên là mức kinh phí gốc dành cho tất cả các tỉnh, thành (phục vụ những công việc giống nhau của công tác bầu cử). Sau đó phân chia theo số lượng cử tri của từng tỉnh (lấy từ con số thống kê dân số- do Tổng cục thống kê cung cấp); Cuối cùng mới tính đến các địa bàn khó khăn, vùng sâu, vùng xa… nguồn kinh phí dự phòng sẽ chỉ cấp cho những tỉnh thực sự có khó khăn.
Thực tế ở Việt Nam thường tổ chức các cuộc bầu cử đại biểu Hội đồng nhân dân các cấp cùng một ngày và có thể kết hợp chung với các cuộc bầu cử đại biểu Quốc hội để "đỡ tốn kém về mặt vật chất".

### Phân chia đơn vị bầu cử
Song song với việc thành lập các tổ chức phụ trách bầu cử là việc phân chia đơn vị bầu cử. Đây là một bước hết sức quan trọng, nó xác định số lượng đại biểu cho mỗi vùng, miền, cơ cấu đại biểu... và nó tác động trực tiếp đến kết quả bầu cử. Đặc biệt là việc phân chia này diễn ra rất quyết liệt đối với các nước theo chế độ đa đảng.
Đơn vị bầu cử là một đơn vị địa dư có số dân (cử tri) nhất định được bầu một số lượng đại biểu nhất định. Đơn vị bầu cử là khái niệm chỉ một phạm vi địa lý hành chính với số lượng dân cư nhất định, được bầu một số lượng đại biểu Quốc hội nhất định.
Các đơn vị bầu cử được thành lập trên cơ sở luật định hay bởi chính quyền trung ương. Đơn vị bầu cử có một ghế đại biểu là đơn vị được bầu một đại biểu, đơn vị bầu cử có nhiều ghế bầu cử là đơn vị được bầu từ hai đại biểu trở lên.
Về nguyên tắc các đơn vị được bầu cử được thành lập để bảo đảm sự cân bằng lá phiếu của cư tri, tức là bảo đảm tôn trọng nguyên tắc bình đẳng. Điều đó có nghĩa là những đơn vị có một ghế đại biểu thì phải có dân số như nhau.
Ở Việt Nam, đơn vị bầu cử được hiểu là lãnh thổ với một số dân tương ứng nhất định và được bầu ra một lượng đại biểu Quốc hội hoặc hội đồng nhân dân nhất định. Cơ sở để phân chia đơn vị bầu cử cho các cuộc bầu cử khác nhau là tổng số đại biểu Quốc hội hoặc Hội đồng nhân dân phải bầu và số dân sống trên lãnh thổ của đơn vị bầu cử được phân chia. Số đại biểu được bầu cho mỗi đơn vị bầu cử phụ thuộc vào số lượng dân cư sống trên một đơn vị bầu cử.
Ví dụ: Số đại biểu Quốc hội khóa XII được phân bố cho tỉnh Quảng Trị là 06 người trên 2 đơn vị bầu cử, mỗi đơn vị bầu cử là 03 người.
Theo quy định của pháp luật, tỉnh, thành phố trực thuộc Trung ương được chia thành các đơn vị bầu cử. Ủy ban thường vụ Quốc hội ấn định và công bố số đơn vị bầu cử, danh sách các đơn vị bầu cử và số đại biểu của mỗi đơn vị được tính theo số dân. Ví dụ: số đại biểu Quốc hội khóa XI của Thành phố Hồ Chí Minh là 25 đại biểu, là đoàn đại biểu đông nhất cả nước.
Cũng theo quy định của pháp luật thì tổng số đại biểu Quốc hội là không quá 500 người. Đây là con số hợp lý được nhiều nước áp dụng.
Việc phân bổ số lượng đại biểu Quốc hội cho các tỉnh, thành như sau: Mỗi tỉnh, thành phố trực thuộc Trung ương có ít nhất 3 đại biểu cư trú, làm việc tại địa phương. Số đại biểu tiếp theo được tính theo số dân và dặc điểm của mỗi địa phương.
Riêng Thủ đô Hà Nội được phân bổ số đại biểu thích đáng.
Ngoài ra bên cạnh việc phân chia số ghế cho đại biểu theo lãnh thổ, thì ở Việt Nam, việc dự kiến cơ cấu, thành phần, số lượng đại biểu Quốc hội được bầu của các tổ chức chính trị, tổ chức chính trị - xã hội, lực lượng vũ trang nhân dân, cơ quan Nhà nước ở trung ương và địa phương, người dân tộc thiểu số, đại biểu là phụ nữ cũng được xem xét để bảo đảm một tỷ lệ thích đáng cho các đại biểu này.
Về nguyên tắc, một nghị viện càng nhiều thành viên thì càng bảo đảm tính đại diện cho tất cả các tầng lớp trong xã hội, quá trình thảo luận càng được sôi nổi, kỹ lưỡng tuy nhiên số lượng như thế nào để đạt hiệu quả còn phải tùy thuộc vào tình hình mỗi nước để ấn định số lượng cho phù hợp.
Dựa trên con số cụ thể được Ủy ban thường vụ Quốc hội ấn định cho mỗi khóa Quốc hội và tổng số dân cư toàn quốc theo số liệu điều tra dân số gần nhất, các đơn vị bầu cử cũng như các địa phương nhận được số lượng đại biểu được bầu tỷ lệ thuận với dân số của đơn vị mình.
Tổng số đại biểu của Hội đồng nhân dân các cấp do Luật bầu cử đại biểu Hội đồng nhân dân quy định theo đó:
- Hội đồng nhân dân cấp xã: Tối đa được 35 đại biểu.

Đối với các xã, thị trấn miền xuôi có từ bốn nghìn người trở xuống được bầu 25 đại biểu, có trên bốn nghìn người thì cứ thêm 2.000 người được bầu thêm 01 đại biểu, nhưng tổng số không quá ba mươi lăm đại biểu.
Các xã, thị trấn miền núi và hải đảo có từ 3.000 người trở xuống đến 2.000 người được bầu 25 đại biểu, có trên 3.000 người thì cứ thêm 1.000 người được bầu thêm 01 đại biểu, nhưng tổng số không quá 35 đại biểu;
Các xã, thị trấn có dưới 2.000 người trở xuống đến 1.000 người được bầu 19 đại biểu (ví dụ: Thị trấn Gio Linh), các xã, thị trấn có dưới 1.000 người được bầu 15 đại biểu.
Các phường có từ 8.000 người trở xuống được bầu 25 đại biểu, có trên 8.000 người thì cứ thêm 4.000 người được bầu thêm 01 đại biểu, nhưng tổng số không quá 35 đại biểu.
- Hội đồng nhân dân cấp huyện và tương đương: Nhiều nhất không quá 40 đại biểu:

Các huyện miền xuôi và quận có từ 80.000 người trở xuống được bầu 30 đại biểu, có trên 80.000 người thì cứ thêm 10.000 người được bầu thêm một đại biểu, nhưng tổng số không quá 40 đại biểu.
Các huyện miền núi và hải đảo có từ 40.000 người trở xuống được bầu 30 đại biểu, có trên 40.000 người thì cứ thêm 5.000 người được bầu thêm 01 đại biểu, nhưng tổng số không quá 40 đại biểu.
Các thị xã có từ 70.000 người trở xuống được bầu 30 đại biểu, có trên 70.000 người thì cứ thêm 10.000 người được bầu thêm 01 đại biểu, nhưng tổng số không quá 40 đại biểu.
Các thành phố thuộc tỉnh (ví dụ: Thành phố Đông Hà) có từ một trăm nghìn người trở xuống được bầu ba mươi đại biểu, có trên một trăm nghìn người thì cứ thêm mười nghìn người được bầu thêm một đại biểu, nhưng tổng số không quá bốn mươi đại biểu.
- Hội đồng nhân dân tỉnh, thành phố trực thuộc trung ương: Không quá 95 đại biểu

Đối với các tỉnh miền xuôi và thành phố trực thuộc trung ương có từ 1.000.000 người trở xuống được bầu 50 đại biểu, có trên 1.000.000 người thì cứ thêm 50.000 người được bầu thêm 01 đại biểu, nhưng tổng số không quá 85 đại biểu.
Các tỉnh miền núi có từ 500.000 người trở xuống được bầu 50 đại biểu, có trên 500.000 người thì cứ thêm 30.000 người được bầu thêm 01 đại biểu, nhưng tổng số không quá 85 đại biểu.
Thủ đô Hà Nội và các tỉnh, thành phố trực thuộc trung ương khác có trên 3.000.000 người được bầu không quá 95 đại biểu.

### Xác định khu vực bỏ phiếu
Để việc bỏ phiếu được thuận tiện, mỗi đơn vị bầu cử được chia thành nhiều khu vực bỏ phiếu. Khu vực bỏ phiếu là đơn vị địa dư thống nhất lượng cử tri nhất định, nơi cử tri tiến hành bỏ phiếu bầu đại diện.
Việc phân chia khu vực bỏ phiếu mang ý nghĩa kỹ thuật thuần túy nhằm tạo điều kiện cho cử tri thực hiện quyền bầu cử của mình. Các nước tiến hành chia đơn vị bầu cử thành các khu vực bỏ phiếu theo các phương pháp khác nhau.
Ở Việt Nam, lãnh thổ các đơn vị bầu cử đại biểu Quốc hội, đại biểu Hội đồng nhân dân tỉnh, huyện, xã và tương đương thường rất rộng, một số địa phương hiện nay đi lại rất khó khăn mặt khác Việt Nam là một nước nghèo, việc đầu tư cho hệ thống giao thông còn hạn chế, nhiều hệ thống giao thông thi công kém do nhiều nguyên nhân đã nhanh chóng xuống cấp vì vậy gây thêm khó khăn cho việc bầu cử.
Để thuận tiện cho cử tri thực hiện quyền bầu cử của mình, các đơn vị bầu cử này thường phân chia thành các nơi bỏ phiếu (khu vực bỏ phiếu). Mỗi khu vực có thể có từ 300 đến 2.000 cử tri hoặc có thể cao hoặc thấp hơn, miễn là bảo đảm thuận tiện cho cử tri bỏ phiếu đồng thời cũng dễ cho đơn vị bầu cử.
Để đạt được thuận tiện cao nhất, nếu các cuộc bầu cử đại biểu Quốc hội và Hội đồng nhân dân diễn ra cùng một ngày thì có thể tổ chức chung một khu vực bỏ phiếu. Việc bầu cử đại biểu Hội đồng nhân dân cấp cơ sở (xã, phường, thị trấn) các đơn vị bầu cử đồng thời là các khu vực bỏ phiếu nếu thuận tiện.
việc phân chia khu vực bỏ phiếu do Ủy ban nhân dân xã, phường, thị trấn lập và được Ủy ban nhân dân cấp trên trực tiếp phê chuẩn. Các khu vực bỏ phiếu trong cùng một đơn vị bầu cử có chung một danh sách ở một đơn vị bầu cử.
Điều 12 Luật bầu cử Quốc hội quy định cụ thể như sau: 
Việc chia khu vực bỏ phiếu bầu cử đại biểu Hội đồng nhân dân các cấp do Uỷ ban nhân dân cấp xã ấn định và phải được Uỷ ban nhân dân cấp trên trực tiếp phê chuẩn.
Mỗi đơn vị bầu cử chia thành nhiều khu vực bỏ phiếu. Mỗi khu vực bỏ phiếu có từ 300 đến 2.000 cử tri.
Ở miền núi, hải đảo và những nơi dân cư không tập trung thì dù chưa có tới ba trăm cử tri cũng có thể thành lập một khu vực bỏ phiếu.
Đơn vị vũ trang nhân dân thành lập những khu vực bỏ phiếu riêng hoặc đơn vị vũ trang nhân dân và địa phương có thể có chung một khu vực bỏ phiếu.
Bệnh viện, nhà an dưỡng, nhà hộ sinh, nhà nuôi người tàn tật có từ 50 cử tri trở lên có thể thành lập khu vực bỏ phiếu riêng.
Cơ sở giáo dục, cơ sở chữa bệnh đối với những người đang chấp hành quyết định xử lý vi phạm hành chính có thể thành lập khu vực bỏ phiếu riêng.
- Nội quy phòng bỏ phiếu:

Để cho cuộc bầu cử có kết quả, đồng thời bảo đảm tính dân chủ, hợp pháp trong cuộc bầu cử, nhất là trong ngày bỏ phiếu, các tổ chức phụ trách bầu cử và mọi công dân phải nghiêm chỉnh chấp hành Luật Bầu cử và những văn bản pháp luật về bầu cử. Ngoài ra, mọi người đều phải tuân theo nội quy của phòng bỏ phiếu. 
Nội quy phòng bỏ phiếu là tập hợp các quy định do Tổ bầu cử căn cứ vào điều kiện cụ thể nơi bỏ phiếu đề ra, bảo đảm cho việc bầu cử được tiến hành dân chủ, đúng pháp luật và bảo đảm trật tự, an toàn. 
Nội quy phòng bỏ phiếu gồm: 
1. Các quy định của Luật bầu cử
2. Các quy định về bảo vệ an toàn, an ninh trật tự
3. Các quy định phòng cháy và chữa cháy
4. Một số quy định hướng dẫn cách thức bỏ phiếu.
5. Cách khắc phục và bảo vệ bình chữa cháy.
- Thùng phiếu (hòm phiếu):

Tại các khu vực bỏ phiếu, tùy tình hình cụ thể của từng nơi, người ta thường bố trí ít nhất là một hòm phiếu, nhiều nơi bố trí từ hai đến ba hòm phiếu để cử tri đến bỏ phiếu.
Những địa điểm đặt hòm phiếu như vậy được hiểu là hòm phiếu chính và yêu cầu tất cả các cử tri có tên ghi trong danh sách cử tri đều đến bỏ phiếu trực tiếp.
Ngoài ra, tại mỗi khu vực bỏ phiếu, tổ bầu cử thường chuẩn bị hòm phiếu phụ để trong trường hợp lý do đặc biệt nào đó (ốm đau, già yếu...) cử tri không thể đến phòng bỏ phiếu được thì tổ bầu cử mang hòm phiếu này và phiếu bầu đến tận chỗ ở của cử tri để cử tri nhận phiếu và trực tiếp bỏ phiếu bầu. 
Hình dáng, kích thước của hòm phiếu phụ nhỏ hơn hòm phiếu chính. Nhưng, trước khi tiến hành bỏ phiếu ở hòm phiếu phụ cũng phải tuân thủ các bước như ở địa điểm bỏ phiếu chính thức (phải kiểm tra hòm phiếu trước sự chứng kiến của cử tri, niêm phong hoặc khóa lại và niêm phong rồi mới tiến hành bỏ phiếu).

### Lập danh sách cử tri
Để thực hiện quyền bầu cử của mình, công dân phải đăng ký, ghi tên vào danh sách cử tri. Việc lập danh sách cử tri không những nhằm mục đích bảo đảm quyền bầu cử của công dân mà còn ngăn chặn hiện tượng gian lận trong bầu cử. Có hai phương pháp lập danh sách cử tri đó là bắt buộc và tự nguyện.
- Phương pháp bắt buộc là việc lập danh sách do nhà nước hay tổ chức phụ trách ở khu vực bỏ phiếu lập. Phương pháp này còn chia thành hai loại danh sách cử tri thường xuyên và tạm thời.

Danh sách cử tri thường xuyên là danh sách được lập hàng năm không phụ thuộc vào năm đó có tiến hành bầu cử hay không.
Danh sách cử tri tạm thời là danh sách cử tri được lập vào những năm tiến hành bầu cử. Trước mỗi cuộc bầu cử các cơ quan có thẩm quyền mới lập danh sách cử tri và danh sách này không còn giá trị khi cuộc bầu cử kết thúc.
- Phương pháp tự nguyện: Cử tri chỉ cần mang theo giấy tờ tùy thân đến cơ quan có thẩm quyền để đăng ký bỏ phiếu.

Ở Việt Nam áp dụng phương pháp lập danh sách bắt buộc khi cử tri tại địa điểm nào thì phải đăng ký danh sách tại nơi đó. Khẩu hiệu thường thấy trong các cuộc bầu cử là: "Bầu cử là quyền và nghĩa vụ của công dân".
Cần lưu ý là việc lập danh sách theo phương pháp bắt buộc nhưng việc bỏ phiếu (đi bầu) lại hoàn toàn tự nguyện. Các công dân có thể tùy ý đi bỏ phiếu hoặc không mà không phải chịu bất cứ một chế tài nào cả.
Theo quy định của pháp luật, những người có quyền bầu cử được ghi tên vào danh sách cử tri nơi mình thường trú hoặc tạm trú. Danh sách cử tri này do Uỷ ban nhân dân xã, phường, thị trấn lập theo khu vực bỏ phiếu. Sau đó, cơ quan này phải niêm yết danh sách cử tri tại trụ sở và những nơi công cộng của khu vực bỏ phiếu, đồng thời phải thông báo rộng rãi việc niêm yết này cho cộng đồng dân cư.
Việc lập danh sách cử tri ở Việt Nam được lập là danh sách cử tri theo danh sách cử tri tạm thời. Nhà nước quy định việc lập danh sách cử tri theo các cuộc bầu cử và phục vụ luôn cho cuộc bầu cử. Khi kết thúc cuộc bầu cử thì danh sách cử tri cũng hết hiệu lực pháp lý.
Người có tên trong danh sách cử tri mới có quyền bầu cử. Cử tri là công dân Việt Nam không phân biệt điều kiện, từ 18 tuổi trở lên thì được đăng ký vào danh sách cử tri.
Ở Việt Nam, cách tính tuổi để công dân bầu cử, ứng cử như sau:
Tuổi để thực hiện quyền bầu cử và ứng cử của công dân được tính từ ngày, tháng, năm sinh ghi trong Giấy khai sinh đến ngày bầu cử đại biểu Quốc hội.
Đối với trường hợp không có Giấy khai sinh thì căn cứ vào sổ hộ khẩu hoặc Giấy chứng minh nhân dân để tính tuổi thực hiện quyền bầu cử, ứng cử. Mỗi tuổi tròn được tính từ ngày, tháng, năm sinh (dương lịch) của năm trước đến ngày, tháng, năm sinh (dương lịch) của năm sau.
Trường hợp không xác định được ngày sinh thì lấy ngày 01 của tháng sinh làm căn cứ để xác định tuổi thực hiện quyền bầu cử và ứng cử. Trường hợp không xác định được ngày và tháng sinh thì lấy ngày 01 tháng 1 của năm sinh làm căn cứ để xác định tuổi thực hiện quyền bầu cử và ứng cử.
Việc lập và niêm yết danh sách cử tri phải được thực hiện chậm nhất là 30 ngày trước ngày bầu cử. Mỗi cử tri được ghi rõ họ tên, năm sinh vào danh sách cử tri.
Khi phát hiện thấy có sai sót trong việc lập danh sách thì cử tri báocáo (bằng miệng hoặc bằng văn bản) với cơ quan lập danh sách cử tri. Họ có quyền khiếu nại, tố cáo hoặc kiến nghị về những sai sót này.
Ngoài việc lập danh sách cử tri theo đơn vị cư trú do Ủy ban nhân dân cấp xã lập thì đối với những người trong lực lượng quân đội, cảnh sát thì danh sách cử tri của họ sẽ do chỉ huy đơn vị lập.
Tuy vậy, để tạo điều kiện thuận lợi cho quân nhân thực hiện quyền bầu cử của mình, pháp luật hiện hành cũng cho phép quân nhân có hộ khẩu thường trú ở địa phương gần khu vực họ đóng quân thì có thể được ghi tên vào danh sách cử tri nơi thường trú và được tham gia bỏ phiếu ở địa phương đó.
Thông thường, mỗi cử tri chỉ được ghi tên vào một danh sách cử tri ở một nơi mình thường trú hoặc tạm trú. Từ khi niêm yết danh sách cử tri cho đến ngày bầu cử, nếu cử tri nào vì đi nơi khác, không thể tham gia bỏ phiếu ở nơi đã ghi tên vào danh sách cử tri thì có quyền được ghi tên và bỏ phiếu ở nơi khác. (Với điều kiện phải có giấy chứng nhận của Uỷ ban nhân dân cấp xã nơi đã đăng ký danh sách cử tri) Ủy ban nhân dân nơi cử tri đã đăng phải ghi ngay vào danh sách bên cạnh tên cử tri "Đi bỏ phiếu nơi khác".
Trong thời hạn 10 ngày trước ngày bầu cử, Tổ bầu cử phải thường xuyên thông báo cho cử tri biết ngày bầu cử, nơi bỏ phiếu, thời gian bỏ phiếu bằng hình thức niêm yết, phát thanh và các phương tiện thông tin khác của địa phương.
Đối với việc bầu cử Hội đồng nhân dân các cấp còn có các quy định khác như: Mỗi cử tri chỉ được ghi tên vào một danh sách cử tri nơi mình cư trú. Trong thời gian lập danh sách cử tri, những người thay đổi nơi cư trú trong phạm vi một đơn vị hành chính cấp huyện được ghi tên vào danh sách cử tri để bầu đại biểu Hội đồng nhân dân cấp huyện, cấp tỉnh; thay đổi nơi cư trú trong phạm vi một đơn vị hành chính cấp tỉnh được ghi tên vào danh sách cử tri để bầu đại biểu Hội đồng nhân dân cấp tỉnh.
Cử tri là sinh viên, học sinh, học viên ở các trường chuyên nghiệp, trường đại học, trường cao đẳng, trường trung học chuyên nghiệp và cử tri là quân nhân ở các đơn vị vũ trang nhân dân được ghi tên vào danh sách cử tri để bầu đại biểu Hội đồng nhân dân cấp tỉnh và cấp huyện ở nơi tạm trú hoặc đóng quân.

### Giới thiệu ứng cử viên
Giới thiệu ứng cử viên hay đưa người ra ứng cử là một giai đoạn quan trọng trong tiến trình bầu cử, vì cử tri chỉ được lựa chọn bầu trong số những ứng cử viên là đại diện cho mình. Hay nói một cách khác chính giai đoạn này xác định phạm vi nhất định những cá nhân mà trong số đó sẽ bầu ra đại biểu của cơ quan dân cử trung ương hay địa phương.
Hiện nay, trên thế giới phổ biến các phương pháp đưa người ra ứng cử như: tự ứng cử, ứng cử viên được đề cử bởi nhóm cử tri, ứng cử viên được đề cử bởi đảng chính trị hay tổ chức xã hội – chính trị mà biến dạng của nó là phương pháp Praimeris ở Mỹ là phương pháp đề cử ứng cử viên dựa vào ý kiến của cử tri.
Ở Việt Nam, song song với việc thành lập các tổ chức phụ trách bầu cử là việc giới thiệu ứng cử viên. Đây cũng là giai đoạn cực kỳ quan trọng của cuộc bầu cử. Sự dân chủ không chỉ thể hiện trong khi xác định kết quả bầu cử mà còn ngay từ khi giới thiệu ứng cử viên. Nếu công dân không được giới thiệu ra ứng cử, không lập được danh sách ứng cử thì không có cơ hội để trở thành đại biểu được.
Về mặt nguyên tắc, chủ thể giới thiệu ứng cử viên càng rộng bao nhiêu thì thể hiện sự dân chủ bấy nhiêu của giai đoạn này. Pháp luật hiện hành không hạn chế việc giới thiệu ứng cử viên của các tổ chức chính trị - xã hội và ứngcử viên cũng không bắt buộc phải nộp một khoản tiền ký quỹ để tranh cử.
Pháp luật hiện hành đề cao vai trò của mặt trận tổ quốc Việt Nam trong việc bầu cử đại biểu Quốc hội và đại biểu Hội đồng nhân dân. Mặt trận tổ quốc là chủ thể duy nhất lập danh sách ứng cử viên đại biểu Quốc hội và Hội đồng nhân dân.
Pháp luật quy định việc tự ứng cử của công dân nếu đủ điều kiện về độ tuổi,năng lực và sự tín nhiệm của cử tri. Những ứng cư viên này được mặt trận giớithiệu về các nơi ở cơ sở và nơi côngtác để họ được góp ý trước khi được mặt trận tổ quốc hiệp thương lập danh sách ứng cử viên chính thức.
- Việc giới thiệu ứng cử viên:[52]

Ở tổ chức chính trị, tổ chức chính trị - xã hội, tổ chức chính trị xã hội- nghề nghiệp, tổ chức xã hội- nghề nghiệp, tổ chức xã hội thì Ban lãnh đạo của tổ chức đó dự kiến người của tổ chức mình ứng cử đại biểu Quốc hội, tổ chức lấy ý kiến nhận xét của Hội nghị cử tri nơi người đó công tác.
Trên cơ sở ý kiến của Hội nghị cử tri, Ban lãnh đạo tổ chức hội nghị Ban Thường vụ mở rộng, Ban Thường trực mở rộng hoặc Đoàn Chủ tịch mở rộng để thảo luận, giới thiệu người của tổ chức mình ứng cử đại biểu Quốc hội.
Ở cơ quan Nhà nước thì Ban lãnh đạo cơ quan phối hợp với Ban Chấp hành công đoàn dự kiến người của cơ quan mình ứng cử đại biểu Quốc hội, tổ chức lấy ý kiến nhận xét của Hội nghị cử tri nơi người đó công tác.
Trên cơ sở ý kiến của Hội nghị cử tri, Thủ trưởng cơ quan tổ chức hội nghị gồm Ban lãnh đạo cơ quan, Ban Chấp hành công đoàn, đại diện lãnh đạo các đơn vị trực thuộc để thảo luận, giới thiệu người của cơ quan mình ứng cử đại biểu Quốc hội.
Ở đơn vị vũ trang nhân dân thì lãnh đạo, chỉ huy đơn vị dự kiến người của đơn vị mình ứng cử đại biểu Quốc hội, tổ chức lấy ý kiến nhận xét của Hội nghị cử tri nơi người đó công tác.
Trên cơ sở ý kiến của Hội nghị cử tri, lãnh đạo, chỉ huy đơn vị tổ chức hội nghị gồm lãnh đạo, chỉ huy đơn vị, đại diện Ban Chấp hành công đoàn (nếu có), đại diện quân nhân và chỉ huy cấp dưới trực tiếp để thảo luận, giới thiệu người của đơn vị mình ứng cử đại biểu Quốc hội.

### Hiệp thương lập danh sách ứng cử viên
Muốn có được danh sách ứng cử viên chính thức cho các đơn vị bầu cử niêm yết để cử tri bỏ phiếu bầu cử, mặt trận tổ quốc Việt Nam phải tổ chức ba hội nghị hiệp thương cơ bản giữa các tổ chức là thành viên: Hội nghị hiệp thương để phân bổ số lượng ứng cử viên mà các tổ chức xã hội được giới thiệu, hội nghị hiệp thương sơ bộ các ứng cử viên để đưa về đơn vị nơi công tác và nơi cư trú lấy ý kiến đóng góp của Hội nghị cử tri, và cuối cùng là hiệp thương để lập danh sách ứng cử viên để đưa về các đơn vị bầu cử.
- Các bước hiệp thương:

Luật bầu cử đại biểu Quốc hội quy định rõ quy trình hiệp thương giới thiệu người ứng cử đại biểu Quốc hội gồm 3 bước như sau:
1. Mặt trận Tổ quốc Việt Nam tổ chức hội nghị hiệp thương lần thứ nhất chậm nhất là 85 ngày trước ngày bầu cử, để thoả thuận về cơ cấu, thành phần đại biểu Quốc hội, số lượng người của cơ quan, tổ chức, đơn vị được bầu làm đại biểu Quốc hội, trên cơ sở dự kiến của Uỷ ban thường vụ Quốc hội.
2. Mặt trận Tổ quốc Việt Nam tổ chức hội nghị hiệp thương lần thứ hai chậm nhất là 60 ngày trước ngày bầu cử để thoả thuận lập danh sách sơ bộ những người ứng cử đại biểu Quốc hội và gửi lấy ý kiến cử tri nơi cư trú (đối với người tự ứng cử đại biểu Quốc hội thì đồng thời gửi lấy ý kiến cử tri nơi người đó công tác hoặc làm việc (nếu có)), trên cơ sở điều chỉnh lần thứ nhất của Uỷ ban thường vụ Quốc hội.
3. Mặt trận Tổ quốc Việt Nam tổ chức hội nghị hiệp thương lần thứ ba chậm nhất là 35 ngày trước ngày bầu cử để lựa chọn, lập danh sách chính thức những người ứng cử đại biểu Quốc hội, trên cơ sở điều chỉnh lần thứ hai của Uỷ ban thường vụ Quốc hội và kết quả lấy ý kiến cử tri.
- Thành phần hội nghị hiệp thương:

Hội nghị hiệp thương ở trung ương do Đoàn Chủ tịch Uỷ ban Trung ương Mặt trận Tổ quốc Việt Nam tổ chức, thành phần gồm: Đoàn Chủ tịch Uỷ ban Trung ương Mặt trận Tổ quốc Việt Nam, đại diện Ban lãnh đạo các tổ chức thành viên của Mặt trận. Đại diện Hội đồng bầu cử, Uỷ ban thường vụ Quốc hội và Chính phủ được mời tham dự Hội nghị này.
Hội nghị hiệp thương ở địa phương do Ban Thường trực Uỷ ban Mặt trận Tổ quốc tỉnh, thành phố trực thuộc trung ương tổ chức, thành phần gồm: Ban Thường trực Uỷ ban Mặt trận Tổ quốc cấp tỉnh, đại diện ban lãnh đạo các tổ chức thành viên của Mặt trận và đại diện Ban Thường trực Uỷ ban Mặt trận Tổ quốc quận, huyện, thị xã, thành phố thuộc tỉnh. Đại diện Uỷ ban bầu cử, Thường trực Hội đồng nhân dân và Uỷ ban nhân dân cùng cấp được mời tham dự Hội nghị này.
- Lập danh sách đại biểu và niêm yết danh sách:

Sau khi hiệp thương lần thứ ba và lập danh sách ứng cử đại biểu Quốc hội lần thứ ba, Ban Thường trực Uỷ ban Trung ương Mặt trận Tổ quốc Việt Nam gửi đến Hội đồng bầu cử, Ban Thường trực Uỷ ban Mặt trận Tổ quốc tỉnh, thành phố trực thuộc trung ương gửi đến Uỷ ban bầu cử danh sách chính thức những người được Mặt trận Tổ quốc Việt Nam giới thiệu ứng cử đại biểu Quốc hội. Thời hạn chậm nhất để thực hiện là 30 ngày trước ngày bầu cử.
Sau khi nhận được danh sách danh sách chính thức do Ban Thường trực Uỷ ban Trung ương Mặt trận Tổ quốc Việt Nam và các Uỷ ban bầu cử gửi đến, Hội đồng bầu cử lập và công bố danh sách những người ứng cử theo từng đơn vị bầu cử trong cả nước chậm nhất là 25 ngày trước ngày bầu cử và Ban bầu cử phải niêm yết danh sách người ứng cử ở địa phương mình theo quyết định của Hội đồng bầu cử Ban bầu cử phải niêm yết danh sách người ứng cử ở địa phương mình theo quyết định của Hội đồng bầu cử.
Việc hiệp thương có ý nghĩa quan trọng về mặt kỹ thuật, quy trình này giúp loại khỏi danh sách nhiều ứng cử viên không đủ tiêu chuẩn, hoặc bị phát hiện có dấu hiệu vi phạm... để chốt danh sách ứng cử viên cuối cùng, giảm bớt hiện tượng "loãng phiếu" khi bầu cử.
Ví dụ: Ở kỳ bầu cử đại biểu hội đồng nhân dân nhiệm kỳ 2004 – 2009, sau Hội nghị hiệp thương lần 3, có 27 ứng cử viên Hội đồng nhân dân cấp tỉnh, 134 cấp huyện, 1.712 cấp xã bị đưa ra khỏi danh sách bầu cử.

### Vận động bầu cử
Giai đoạn này là một giai đoạn quan trọng trong tiến trình bầu cử, bởi chính giai đoạn này phần nhiều quyết định sự thành bại của ứng cử viên.
Kể từ khi lập danh sách cho đến ngày bỏ phiếu, các ứng cử viên cũng như các chủ thể giới thiệu ứng cử viên được quyền bình đẳng trong việc vận động, tuyên truyền bầu cử.
Vận động bầu cử là hoạt động gặp gỡ, tiếp xúc của người ứng cử với cử tri và các phương tiện thông tin đại chúng. Mục đích là tạo điều kiện cho người ứng cử đại biểu Quốc hội gặp gỡ, tiếp xúc với cử tri để báo cáo với cử tri dự kiến chương trình hành động của mình nếu được bầu làm đại biểu...
Ở Việt Nam, việc tổ chức vận động bầu cử phải tuân theo các quy tắc sau:
- Nguyên tắc vận động bầu cử:

Nguyên tắc tiến hành vận động bầu cử là bảo đảm dân chủ, bình đẳng đúng pháp luật và bảo đảm trật tự, an toàn xã hội
Theo đó, việc bầu cử phải bảo đảm: Dân chủ, bình đẳng và xây dựng trong vận động bầu cử, tạo không khí trao đổi thẳng thắn, cởi mở giữa người ứng cử và cử tri. Các ứng cử viên không được lợi dụng vận động bầu cử để tuyên truyền trái với Hiến pháp và pháp luật hoặc làm tổn hại đến danh dự, uy tín và quyền, lợi ích hợp pháp của tổ chức, cá nhân. Không biến vận động bầu cử thành nơi để khiếu nại, tố cáo hoặc giải quyết khiếu nại, tố cáo. Không được lạm dụng uy tín, chức vụ, quyền hạn trong việc quản lý các phương tiện thông tin đại chúng trong vận động bầu cử. Không được lợi dụng vận động bầu cử để vận động tài trợ, quyên góp ở trong nước và ngoài nước cho tổ chức, cá nhân mình. Không được sử dụng tiền, tài sản của Nhà nước, tập thể và cá nhân để lôi kéo, mua chuộc cử tri. Bảo đảm an ninh, trật tự, an toàn trong quá trình vận động bầu cử.
- Hình thức vận động bầu cử:

Những người bầu cử đại biểu Quốc hội (hoặc Hội đồng nhân dân) tiến hành vận động bằng hình thức: gặp gỡ, tiếp xúc với cử tri và các phương tiện thông tin đại chúng để báo cáo với cử tri dự kiến thực hiện trách nhiệm của người đại biểu nếu được bầu làm đại biểu thông qua hội nghị tiếp xúc cử tri do Ủy ban Mặt trận Tổ quốc các cấp ở địa phương nơi mình ứng cử tổ chức. Trả lời phỏng vấn trên các phương tiện thông tin đại chúng.
Luật bầu cử đại biểu Quốc hội quy định về quy trình tiến hành hội nghị cử tri như sau:
Hội nghị cử tri ở xã, phường, thị trấn được tổ chức theo đơn vị cấp cơ sở (cơ sở ở đây được hiểu là thôn, xóm, tổ dân phố buôn, bản, ấp) nơi cư trú thường xuyên của người ứng cử do Mặt trận Tổ quốc xã, phường, thị trấn phối hợp với Uỷ ban nhân dân cùng cấp triệu tập và chủ trì. Người ứng cử đại biểu Quốc hội, đại diện cơ quan, tổ chức, đơn vị có người ứng cử được mời tham dự Hội nghị này.
Hội nghị cử tri ở tổ chức chính trị - xã hội do Ban lãnh đạo và Ban Chấp hành công đoàn tổ chức triệu tập và chủ trì.
Hội nghị cử tri ở cơ quan Nhà nước do Ban lãnh đạo phối hợp với Ban Chấp hành công đoàn cơ quan triệu tập và chủ trì.
Hội nghị cử tri ở đơn vị vũ trang nhân dân là Hội nghị quân nhân do lãnh đạo, chỉ huy đơn vị triệu tập và chủ trì. Người ứng cử đại biểu Quốc hội được mời tham dự Hội nghị này.
Tại các Hội nghị trên, cử tri đối chiếu với tiêu chuẩn đại biểu nhận xét, bày tỏ sự tín nhiệm đối với người ứng cử đại biểu bằng cách giơ tay hoặc bỏ phiếu kín theo quyết định của Hội nghị.
Biên bản Hội nghị cử tri lấy ý kiến về những người do cơ quan, tổ chức, đơn vị ở trung ương giới thiệu được gửi đến Mặt trận Tổ quốc ở Trung ương. Biên bản Hội nghị cử tri lấy ý kiến về những người do cơ quan, tổ chức, đơn vị ở địa phương giới thiệu và những người tự ứng cử được gửi đến Mặt trận Tổ quốc tỉnh, thành phố trực thuộc trung ương.
Việc tổ chức Hội nghị cử tri nêu trên do Uỷ ban thường vụ Quốc hội phối hợp với Mặt trận Tổ quốc Việt Nam hướng dẫn.
- Trình tự của việc vận động bầu cử:

1. Người ứng cử trình bày dự kiến chương trình hành động của mình nếu được bầu làm đại biểu Quốc hội hoặc đại biểu hội đồng nhân dân
2. Người ứng cử trình bày ý kiến của mình về vai trò, nhiệm vụ, quyền hạn và trách nhiệm của đại biểu Quốc hội hoặc đại biểu hội đồng nhân dân
3. Người ứng cử và cử tri trao đổi về những vấn đề cùng quan tâm;
4. Người ứng cử trả lời các câu hỏi của cử tri.
5. Hội đồng tiếp xúc cử tri trong vận động bầu cử
Ban thường trực Ủy ban Mặt trận Tổ quốc tỉnh, thành phố trực thuộc Trung ương chủ trì phối hợp với chính quyền địa phương ở đơn vị bầu cử tổ chức hội nghị tiếp xúc cử tri, thành phần gồm đại diện các cơ quan, tổ chức, đơn vị và cử tri ở địa phương.
Tại hội nghị tiếp xúc cử tri, Ủy ban nhân dân cấp tỉnh phối hợp với Mặt trận Tổ quốc cùng cấp giới thiệu nội dung cơ bản về tình hình chính trị, kinh tế, văn hóa, xã hội và kế hoạch phát triển kinh tế - xã hội của địa phương để người ứng cử xây dựng dự kiến chương trình hành động của mình.
Đối với những người được trung ương giới thiệu ứng cử đại biểu Quốc hội ở địa phương nào cần kết hợp nghiên cứu tình hình địa phương đó và tình hình chung của cả nước để xây dựng dự kiến chương trình hành động của mình.
- Chương trình hội nghị tiếp xúc cử tri gồm:[63]

1. Tuyên bố lý do, giới thiệu đại biểu.
2. Đại diện Ban thường vụ Ủy ban Mặt trận Tổ quốc tỉnh, thành phố trực thuộc Trung ương chủ trì cuộc tiếp xúc cử tri giới thiệu và đọc tiểu sử tóm tắt của từng người ứng cử.
3. Từng người ứng cử báo cáo với cử tri về dự kiến việc thực hiện trách nhiệm của người đại biểu nếu được bầu làm đại biểu Quốc hội.
4. Cử tri nêu ý kiến, đề đạt nguyện vọng của mình với những người ứng cử. Cử tri và những người ứng cử trao đổi dân chủ, thẳng thắn và cởi mở những vấn đề cùng quan tâm.
5. Người chủ trì hội nghị phát biểu kết thúc hội nghị.

### Bỏ phiếu
Bỏ phiếu kín là một trong những nguyên tắc quan trọng và là một trong những đảm bảo quan trọng của sự tự do thể hiện nguyện vọng của cử tri.
Thủ tục bỏ phiếu được pháp luật bầu cử của các nước (theo những thể thức khác nhau) điều chỉnh tương đối cụ thể. Một điểm chung cho các nước là pháp luật bầu cử đều quy định nguyên tắc bỏ phiếu kín và chỉ có những người có tên trong danh sách cử tri mới có quyền đi bỏ phiếu.
Khi đến phòng bỏ phiếu, cử tri phải xuất trình giấy tờ tùy thân hoặc thẻ cử tri do nhân viên phụ trách bầu cử cung cấp đồng thời nhận phiếu bầu. Cử tri viết trong phòng kín sau đó gấp lại hoặc cho vào phong bì gián lại rồi ra ngoài tự tay bỏ vào thùng phiếu.
Theo thông lệ trên, pháp luật hiện hành ở Việt Nam cũng quy định rất cụ thể về thể thức bỏ phiếu.
- Thời gian bỏ phiếu:

Việc bỏ phiếu bắt đầu từ bảy giờ sáng (07 giờ UTC+7) đến bảy giờ tối (19 giờ UTC+7). Tuỳ tình hình địa phương, Tổ bầu cử có thể quyết định cho bắt đầu sớm hơn nhưng không được trước 5 giờ sáng hoặc kết thúc muộn hơn nhưng không được quá 10 giờ đêm.
Trong ngày bầu cử, việc bỏ phiếu phải được tiến hành liên tục. Và không được phép tổ chức tuyên truyền vận động bầu cử tại phòng bỏ phiếu.
Trong trường hợp có sự kiện bất ngờ làm gián đoạn việc bỏ phiếu, thì Tổ bầu cử lập tức niêm phong hòm phiếu, tài liệu liên quan trực tiếp đến cuộc bầu cử, kịp thời báo cáo cho Ban bầu cử biết, đồng thời phải có những biện pháp cần thiết để việc bỏ phiếu được tiếp tục.
Nếu vì một lý do đặc biệt cần phải hoãn ngày bỏ phiếu thì tổ bầu cử phải kịp thời báo cáo cho ban bầu cử biết để hội đồng bầu cử xem xét, quyết định.
- Thể thức bỏ phiếu:

Trước khi bỏ phiếu, Tổ bầu cử phải kiểm tra hòm phiếu trước sự chứng kiến của cử tri. Mỗi cử tri có quyền bỏ một phiếu bầu, họ sẽ nhận được một phiếu bầu do tổ bầu cử phát ra sau khi lá phiếu đó đã được đóng dấu của tổ bầu cử. khi bầu cử phải xuất trình thẻ cử tri. Cử tri phải tự mình đi bầu, không được bầu bằng cách gửi thư. Mọi người đều phải tuân theo nội quy của phòng bỏ phiếu.
Luật quy định rõ cử tri phải tự mình đi bầu và phải tự nhận phiếu bầu, không nhờ người khác nhận thay, tự mình viết phiếu bầu, tự mình gạch tên ứng cử viên mình không tín nhiệm (nguyên tắc bầu cử trực tiếp).
Trong trường hợp cử tri không thể tự mình viết được phiếu thì nhờ người khác viết hộ, nhưng phải tự mình bỏ phiếu, người viết hộ phải bảo đảm bí mật phiếu bầu.
Người vì tàn tật không tự bỏ phiếu được thì nhờ người khác bỏ phiếu vào hòm phiếu. Trong trường hợp cử tri ốm đau, già yếu, tàn tật không thể đến phòng bỏ phiếu được thì Tổ bầu cử mang hòm phiếu phụ và phiếu bầu đến chỗ ở của cử tri để cử tri nhận phiếu và bầu.
Người vừa câm, vừa điếc không thuộc các trường hợp quy định không được ghi tên vào danh sách cử tri, vì vậy, người vừa câm, vừa điếc đều được ghi tên vào danh sách cử tri, tham gia bầu cử đại biểu Quốc hội.
Về việc viết và bỏ phiếu, nếu họ không tự viết được phiếu bầu thì áp dụng theo quy định: "Cử tri không thể tự viết được phiếu bầu thì nhờ người khác viết hộ, nhưng phải tự mình bỏ phiếu; người viết hộ phải bảo đảm bí mật phiếu bầu của cử tri; nếu cử tri vì tàn tật không tự bỏ phiếu được thì nhờ người khác bỏ phiếu vào hòm phiếu".
Người viết phiếu hộ phải đảm bảo giữ bí mật phiếu bầu của cử tri nhờ viết, không được tiết lộ với bất cứ ai, kể cả những người trong tổ chức phụ trách bầu cử về việc người nhờ mình bầu cho ứng cử viên nào. Nếu người viết phiếu hộ mà tiết lộ là vi phạm nguyên tắc bỏ phiếu kín của cử tri.
Mỗi cử tri chỉ có quyền bỏ một phiếu bầu. Khi cử tri viết phiếu bầu, không ai được đến xem, kể cả thành viên Tổ bầu cử; nếu viết hỏng, cử tri có quyền đề nghị Tổ bầu cử đổi phiếu bầu khác.
Khi đã hết giờ bỏ phiếu, nếu còn cử tri có mặt tại phòng bỏ phiếu mà chưa kịp bỏ phiếu thì chỉ sau khi số cử tri này bỏ phiếu xong, Tổ bầu cử mới được tuyên bố kết thúc cuộc bỏ phiếu.

### Kiểm phiếu
Sau khi cuộc bỏ phiếu kết thúc, các tổ chức phụ trách bầu cử ở khu vực bỏ phiếu lập tức tiến hành việc kiểm phiếu. Việc kiểm phiếu được tiến hành công khai.
Thông thường, bộ phận kiểm phiếu trước hết phải xác định số lượng cử tri ở khu vực bỏ phiếu đã tham gia bỏ phiếu, sau đó đối chiếu với số phiếu bầu ở trong thùng phiếu có phù hợp hay không, rồi xác định số phiếu hợp lệ và không hợp lệ.
Nếu tổng số phiếu trong hòm phiếu phù hợp với số lượng phiếu mà tổ bầu cử phát ra thì tiến hành kiểm phiếu. Trong trường hợp khác nhau thì phải lập tức báo cho ban bầu cử biết và quyết định.
Giai đoạn kiểm phiếu hoàn toàn do các nhân viên của tổ chức phụ trách bầu cử đảm nhiệm.
Theo quy định của pháp luật Việt Nam, việc kiểm phiếu phải được tiến hành tại phòng bỏ phiếu ngay sau khi cuộc bỏ phiếu kết thúc.
Trước khi mở hòm phiếu, Tổ bầu cử phải thống kê, lập biên bản, niêm phong số phiếu không sử dụng đến và phải mời hai cử tri không phải là người ứng cử chứng kiến việc kiểm phiếu.
Người ứng cử, đại diện cơ quan, tổ chức, đơn vị giới thiệu người ứng cử hoặc người được uỷ nhiệm có quyền chứng kiến việc kiểm phiếu và khiếu nại về việc kiểm phiếu. Các phóng viên báo chí được chứng kiến việc kiểm phiếu.
Việc kiểm phiếu bao gồm các bước sau: 
- Thống kê, lập biên bản, niêm phong tất cả số phiếu bầu không sử dụng đến.
- Xác định tổng số phiếu đã phát ra.
- Xác định tổng số cử tri tham gia bỏ phiếu.
- Nghiêm cấm việc bỏ phiếu sau khi đã mở hòm phiếu.
- Kiểm tra hòm phiếu và tiến hành mở hòm phiếu (cả hòm phiếu phụ nếu có).
- Xác định tổng số phiếu được lấy ra từ hòm phiếu.
- So sánh tổng số phiếu được lấy ra từ hòm phiếu với số phiếu đã phát ra và với tổng số cử tri tham gia bỏ phiếu.
- Xác định số phiếu hợp lệ và không hợp lệ.

Phiếu hợp lệ là phiếu bầu theo mẫu quy định do Tổ bầu cử phát, có dấu của Tổ bầu cử. Phiếu bầu đủ hoặc ít hơn số đại biểu Quốc hội mà đơn vị bầu cử được bầu. Phiếu bầu gạch tên các ứng cử viên không được tín nhiệm bằng cách gạch chéo, gạch xiên, gạch dọc hoặc gạch ngang, nhưng phải gạch hết họ và tên.
Phiếu không hợp lệ là phiếu không theo mẫu quy định do Tổ bầu cử phát. Phiếu không có dấu của Tổ bầu cử (phiếu không do Tổ bầu cử phát ra). Phiếu để số người được bầu quá số đại biểu mà đơn vị bầu cử được bầu. Phiếu gạch xoá hết tên những người ứng cử (hay còn gọi là phiếu trắng). Phiếu ghi tên người ngoài danh sách ứng cử. Phiếu có viết thêm. Phiếu có gạch vào khoảng cách giữa họ và tên hai ứng cử viên. Phiếu không xác định được cử tri bỏ phiếu cho ai (như phiếu gạch không đúng vị trí của tên ứng cử viên hay số ứng cử viên không bị gạch nhiều hơn số đại biểu cần bầu) Phiếu khoanh tròn họ và tên ứng cử viên.
Trong trường hợp có phiếu nghi là không hợp lệ thì Tổ trưởng Tổ bầu cử đưa ra để toàn Tổ giải quyết. Tổ bầu cử không được gạch xoá hoặc sửa các tên ghi trên phiếu bầu.
- Đếm số phiếu bầu cho mỗi người ứng cử.
- Giải quyết những khiếu nại, tố cáo về bầu cử hoặc chuyển lên Ban bầu cử giải quyết. Những khiếu nại tại chỗ về việc kiểm phiếu do Tổ bầu cử nhận, giải quyết và ghi cách giải quyết vào biên bản. Trong trường hợp Tổ bầu cử không giải quyết được thì phải ghi rõ ý kiến của Tổ vào biên bản giải quyết khiếu nại và chuyển đến Ban bầu cử.
- Làm biên bản và báo cáo về kết quả kiểm phiếu.

Sau khi kiểm phiếu xong, Tổ bầu cử phải lập biên bản kết quả kiểm phiếu. Biên bản kết quả kiểm phiếu phải ghi rõ: Số đại biểu Quốc hội được ấn định cho đơn vị bầu cử. Số người ứng cử. Tổng số cử tri của đơn vị bầu cử, khu vực bỏ phiếu. Số cử tri đã tham gia bỏ phiếu. Tỷ lệ cử tri đã tham gia bỏ phiếu so với tổng số cử tri. Số phiếu hợp lệ. Số phiếu không hợp lệ. Số phiếu bầu cho mỗi người ứng cử. Danh sách những người trúng cử. Những khiếu nại do các Tổ bầu cử đã giải quyết, những khiếu nại do Ban bầu cử giải quyết, những khiếu nại chuyển đến Uỷ ban bầu cử, Hội đồng bầu cử. Biên bản được lập thành bốn bản, có chữ ký của Tổ trưởng, Thư ký và hai cử tri được mời chứng kiến việc kiểm phiếu.
- Chuyển biên bản và báo cáo kết quả kiểm phiếu cho Ban bầu cử. Biên bản được gửi đến Ban bầu cử và Chủ tịch Hội đồng nhân dân, Uỷ ban nhân dân, ban thường trực Uỷ ban mặt trận Tổ quốc xã, phường, thị trấn chậm nhất là ba ngày sau ngày bầu cử.

### Xác định kết quả bầu cử
Kết quả cuộc bầu cử được xác định trước hết ở từng đơn vị bầu cử. Kết quả này được chuyển lên cho Ủy ban bầu cử ở Trung ương (Hội đồng bầu cử). Trên cơ sở những văn bản do các tổ chức phụ trách ở đơn vị bầu cử gửi đến, Ủy ban bầu cử Trung ương xác nhận tính hợp pháp của cuộc bầu cử ở từng đơn vị bầu cử rồi công bố kết quả bầu cử. Trong trường hợp cần thiết có thể tuyên bố bỏ phiếu vòng hai.
Sau khi nhận được biên bản kết quả kiểm phiếu của các Tổ bầu cử, Ban bầu cử kiểm tra các biên bản đó và lập biên bản xác định kết quả bầu cử ở đơn vị bầu cử của mình.
Biên bản phải ghi rõ: Số lượng ứng cử viên, tổng số cử tri trong đơn vị bầu cử, số lượng cử tri tham gia bỏ phiếu, số lượng phiếu thuận của từng ứng cử viên (số phiếu bầu cho mỗi người) và những vấn đề khác có liên quan đến bầu cử. Cuối cùng là danh sách những người trúng cử.
Biên bản được thành lập thành năm bản, có chữ ký của Trưởng ban, các Phó Trưởng ban và Thư ký. Biên bản được gửi đến Hội đồng bầu cử, Uỷ ban bầu cử, Thường trực Hội đồng nhân dân, Uỷ ban nhân dân, Uỷ ban Mặt trận Tổ quốc tỉnh, thành phố trực thuộc Trung ương chậm nhất là năm ngày sau ngày bầu cử.
Theo quy định của pháp luật về bầu cử, trong số đại biểu mà đơn vị bầu cử được bầu, người ứng cử được quá nửa số phiếu hợp lệ và được nhiều phiếu hơn là người trúng cử. Trong trường hợp nhiều người được số phiếu ngang nhau thì người nhiều tuổi hơn là người trúng cử. Đối với đại biểu Hội đồng nhân dân, trong trường hợp có nhiều số phiếu ngang nhau thì theo đề nghị của ban bầu cử cùng Mặt trận Tổ quốc cùng cấp thì hội đồng bầu cử sẽ quyết định. 

### Công bố kết quả bầu cử
Sau khi nhận và kiểm tra biên bản xác định kết quả bầu cử của các Ban bầu cử, Uỷ ban bầu cử và giải quyết các khiếu nại, tố cáo (nếu có), Hội đồng bầu cử lập biên bản tổng kết cuộc bầu cử trong cả nước.
Biên bản phải ghi rõ: Tổng số đại biểu được ấn định, tổng số người ứng cử, tổng số cử tri. tổng số cử tri đã tham gia bỏ phiếu, tỷ lệ cử tri đã tham gia bỏ phiếu so với tổng số cử tri, tổng số phiếu hợp lệ, số phiếu không hợp lệ. số phiếu bầu cho mỗi người ứng cử, số người trúng cử và danh sách những người trúng cử, những vấn đề quan trọng khác có liên quan đến bầu cử như việc vi phạm pháp luật về bầu cử, những khiếu nại, tố cáo do Hội đồng bầu cử giải quyết....
Biên bản được lập thành năm bản, có chữ ký của Chủ tịch, Tổng thư ký Hội đồng bầu cử. Biên bản được gửi đến Uỷ ban thường vụ Quốc hội, Chính phủ, Uỷ ban trung ương Mặt trận Tổ quốc Việt Nam chậm nhất là 7 ngày sau ngày bầu cử. Một bản trình Quốc hội hoặc Hội đồng nhân dân khoá mới và một bản lưu trữ.
Hội đồng bầu cử căn cứ vào biên bản tổng kết cuộc bầu cử trong cả nước công bố kết quả bầu cử và danh sách những người trúng cử đại biểu Quốc hội (hoặc Hội đồng nhân dân).

### Bầu cử thêm, bầu bổ sung
Để đảm bảo công bằng, bình đẳng đối với người trúng cử trong cuộc bầu cử lần thứ nhất và người trúng cử trong cuộc bầu cử thêm, bầu cử lại, Pháp luật hiện hành quy định:
Đối với cuộc bầu cử thêm và bầu cử lại chỉ có giá trị khi có quá nửa số cử tri đi bầu. Người trúng cử phải được quá nửa số phiếu hợp lệ. Nếu bầu cử thêm mà vẫn chưa đủ số đại biểu thì không tổ chức bầu cử thêm lần thứ hai. Nếu bầu cử lại mà số cử tri đi bầu vẫn chưa được quá nửa số cử tri ghi tên trong danh sách thì không tổ chức bầu cử lại lần thứ hai.
- Bầu cử thêm:

Bầu cử thêm là cuộc bầu cử do Hội đồng bầu cử quyết định cho đơn vị bầu cử nào đó mà ở cuộc bầu cử đầu tiên, số người trúng cử chưa đủ số đại biểu do Ủy ban thường vụ Quốc hội ấn định cho đơn vị bầu cử đó.
Trong cuộc bầu cử nếu số người trúng cử chưa đủ số đại biểu được bầu ở đơn vị bầu cử thuộc địa phương nào thì Uỷ ban bầu cử ở địa phương đó báo cáo ngay đến Hội đồng bầu cử xem xét, quyết định việc bầu cử thêm số đại biểu còn thiếu.
Khi lập biên bản xác định kết quả bầu cử ở đơn vị bầu cử, Ban bầu cử phải ghi rõ các nội dung và báo cáo ngay cho Ủy ban bầu cử để đề nghị Hội đồng bầu cử xem xét, quyết định việc bầu cử thêm.
Nếu xét thấy việc khuyết đó có ảnh hưởng đến cơ cấu và hoạt động thì Hội đồng bầu cử mới quyết định việc bầu cử thêm cho đỡ tốn kém và phiền phức. Nếu bầu cử thêm thì ngày bầu cử phải được tiến hành chậm nhất là 20 ngày sau cuộc bầu cử đầu tiên.
Điều 50 Luật bầu cử Hội đồng nhân dân quy định: Trong cuộc bầu cử thêm, cử tri chỉ chọn trong danh sách những người ứng cử nhưng không trúng cử kỳ đầu. Nếu bầu thêm mà vẫn không đủ số lượng thì không tổ chức bầu thêm lần thứ hai.
Ở đơn vị bầu cử thuộc địa phương nào nếu số cử tri đi bỏ phiếu chưa được quá nửa số cử tri ghi trong danh sách thì Uỷ ban bầu cử ở địa phương đó báo cáo ngay đến Hội đồng bầu cử xem xét, quyết định việc bầu cử lại ở đơn vị bầu cử đó. Nếu bầu cử lại thì ngày bầu cử được tiến hành chậm nhất là 20 ngày sau ngày bầu cử đầu tiên. Bầu cử thêm không phải thực hiện lại các bước hiệp thương giới thiệu, lựa chọn người ứng cử, mà cử tri chỉ bầu chọn trong danh sách những người đã ứng cử lần đầu chưa trúng cử.
Danh sách cử tri của cuộc bầu cử thêm vẫn căn cứ vào danh sách cử tri trong cuộc bầu cử đầu tiên. Trong cuộc bầu cử thêm, người trúng cử phải là người được quá nửa số phiếu hợp lệ và được nhiều phiếu hơn. Nếu bầu cử thêm mà vẫn chưa đủ số đại biểu theo quy định thì không tổ chức bầu cử thêm lần thứ hai.
- Bầu cử lại:

Đối với việc bầu cử đại biểu Quốc hội, luật quy định thẳng cho Ủy ban bầu cử có quyền quyết định việc bầu lại ngay mà không cần qua Hội đồng bầu cử trung ương.
Nếu bầu cử lại mà số cử tri đi bầu vẫn chưa được quá nửa số cử tri ghi tên trong danh sách thì không tổ chức bầu cử lại lần thứ hai.
Luật bầu cử đại biểu Hội đồng nhân dân còn quy định trường hợp các đơn vị vi phạm pháp luật bầu cử nghiêm trọng phải tiến hành bầu lại. Hội đồng bầu cử quyết định hủy bỏ kết quả bầu cử trước đó và ấn định ngày bầu lại cho các đơn vị bầu cử này.
- Bầu bổ sung:

Về việc bầu bổ sung, trong nhiệm kỳ có trường hợp khuyết đại biểu ở một đơn vị nào đó thì có thể tổ chức bầu cử bổ sung. Ủy ban thường vụ Quốc hội quyết định việc bầu cử bổ sung đại biểu Quốc hội.
Điều 79 Luật bầu cử đại biểu Quốc hội quy định: Trong nhiệm kỳ, nếu đơn vị bầu cử nào khuyết đại biểu Quốc hội thì có thể bầu bổ sung đại biểu Quốc hội ở đơn vị đó; nếu thời gian còn lại của nhiệm kỳ Quốc hội dưới hai năm thì không tổ chức bầu cử bổ sung.
Viêc bầu cử bổ sung đại biểu ỏ Hội đồng nhân dân tỉnh, thành phô trực thuộc trung ương do Ủy ban thường vụ Quốc hội quy định. Đối vơí việc bầu cử Hội đồng nhân dân huyện, xã và tương đương do thường trực Hội đồng nhân dân tỉnh, thành phố trực thuộc trung ương quyết định.
Điều 80 Luật bầu cử Quốc hội quy định cho Uỷ ban thường vụ Quốc hội có thẩm quyền quyết định việc bầu cử bổ sung, thành lập Uỷ ban bầu cử bổ sung, quyết định ngày bầu cử bổ sung và công bố chậm nhất là 30 ngày trước ngày bầu cử.
Cơ quan có thẩm quyền quyết định việc bầu cử bổ sung phải xem xét các mặt như: Thời hạn của nhiệm kỳ đại biểu, số đại biểu khuyết có ảnh hưởng đến hoạt động của cơ quan quyền lực nhà nước và đến hoạt động của các tổ đại biểu (do nhu cầu của việc thiếu các cương vị chủ chốt ở địa phương).
Việc bầu cử bổ sung phải tiến hành theo quy định của pháp luật bầu cử. Để phụ trách công việc bầu cử bổ sung, pháp luật quy định thành lập các tổ chức phụ trách bầu cử bổ sung gồm: Ủy ban bầu cử bổ sung, ban bầu cử bổ sung và tổ bầu củ bổ sung. Quyền hạn và nhiệm vụ của các tổ chức bầu cử bổ sungvà thể thức bỏ phiếu bầu cử giống như những nhiệm vụ, quyền hạn của các tổ chức bầu cử và các quy định về bầu cử trong Luật bầu cử đại biểu Quốc hội và Luật bầu cử đại biểu Hội đồng nhân dân.
Điều 82 Luật bầu cử Quốc hội quy định chậm nhất là 20 ngày trước ngày bầu cử bổ sung, Thường trực Hội đồng nhân dân tỉnh, thành phố trực thuộc trung ương sau khi thống nhất ý kiến với Uỷ ban nhân dân, Ban Thường trực Uỷ ban Mặt trận Tổ quốc cùng cấp quyết định thành lập Ban bầu cử bổ sung.
Điều 83 Luật này quy định chậm nhất là 15 ngày trước ngày bầu cử bổ sung, Chủ tịch Hội đồng nhân dân xã, phường, thị trấn sau khi thống nhất với Uỷ ban nhân dân, Ban Thường trực Uỷ ban Mặt trận Tổ quốc cùng cấp quyết định thành lập Tổ bầu cử bổ sung.

## Bầu cử Hội đồng nhân dân
Việc bầu cử đại biểu Hội đồng nhân dân được thực hiện theo quy định của Luật bầu cử đại biểu Hội đồng nhân dân và các văn bản hướng dẫn thi hành. Nhìn chung, trình tự, thủ tục không khác biệt nhiều so với việc bầu cử đại biểu Quốc hội. Chỉ khác biệt đó là phạm vi bầu cử (bầu cử Quốc hội diễn ra trên phạm vi toàn quốc), thành phần tổ chức bầu cử (việc bầu cử Quốc hội do các tổ chức ở cấp trung ương đảm nhiệm). Chính vì vậy mà thực tế các cuộc bầu cử hội đồng nhân dân các cấp thường gộp chung, thậm chí gộp chung với cuộc bầu cử đại biểu Quốc hội.
Ở Việt Nam, Hội đồng nhân dân được tổ chức làm ba cấp
- Hội đồng nhân dân cấp tỉnh: Bao gồm Hội đồng nhân dân của các tỉnh, thành phố trực thuộc trung ương[80]
- Hội đồng nhân dân cấp huyện: Bao gồm Hội đồng nhân dân các huyện (ví dụ: Hội đồng nhân dân huyện Gio Linh), quận, thị xã, thành phố thuộc tỉnh (Ví dụ: Hội đồng nhân dân thành phố Đông Hà).
- Hội đồng nhân dân cấp xã: Bao gồm Hội đồng nhân dân xã, phường, thị trấn (ví dụ Hội đồng nhân dân thị trấn Gio Linh).

Theo Luật bầu cử Hội đồng nhân dân năm 2003 thì việc bầu cử đại biểu Hội đồng nhân dân được diễn ra ở cả ba cấp. Cử tri ở mỗi cấp sẽ bầu ra những người đại diện cho mình.
Tuy nhiên, ngày 15 tháng 11 năm 2008, Quốc hội đã ban hành Nghị quyết số 26/2008/QH12 về việc thực hiện thí điểm không tổ chức hội đồng nhân dân huyện, quận, phường.
Theo đó, bắt đầu từ ngày 25 tháng 4 năm 2009, sẽ không tổ chức Hội đồng nhân dân ở một số quận, huyện, phường, cụ thể là 67 huyện, 32 quận và 483 phường của 10 tỉnh, thành phố trực thuộc trung ương.
Đối với các quận, huyện, phường còn lại thì vẫn tổ chức bầu cử Hội đồng nhân dân tại đó như bình thường.
Với việc ban hành quy định mới này thì trong nhiệm kỳ tiếp theo, cử tri ở một số quận, huyện, phường sẽ không phải bỏ phiếu để bầu ra hội đồng nhân dân tại những đơn vị đó. Đây là những nỗ lực của Nhà nước Việt Nam trong công cuộc cải cách hành chính, giảm bớt các cơ quan đại biểu trung gian hoạt động không hiệu quả, giảm bớt sự cồng kềnh trong bộ máy nhà nước, tiết kiệm ngân sách cho quốc gia.

## Nhận định
Xung quanh việc bầu cử ở Việt Nam, có nhiều nhận định khác nhau về vấn đề này

### Nhà nước Việt Nam
Nhận định về bầu cử ở Việt Nam, các nhà chức trách hữu quan đều có những đánh giá hết sức lạc quan về việc bầu cử, dựa trên những con số thống kê, báo cáo tổng kết về kết quả bầu cử các kỳ. Theo đó, kết quả bầu cử được công bố được cho là khả quan với số lượng cử tri đi bầu luôn đạt hơn 99%.
Ở kỳ bầu cử đại biểu Quốc hội khóa XII, theo công bố thì tổng số cử tri đi bầu cử là 56.252.543 người trên tổng số 56.467.532 cử tri của cả nước, đạt 99,64%.
Chưa ghi nhận trường hợp gian lận trong bỏ phiếu. Tổng số phiếu bầu: 56.252.543 phiếu. Số phiếu hợp lệ: 55.802.444 phiếu (99,20%). Số phiếu không hợp lệ: 450.099 phiếu (0,80%).
Cơ cấu đại biểu được bầu cũng được cho là tích cực với Tỷ lệ đại biểu quốc hội, hội đồng nhân dân là nữ giới chiếm tỷ lệ khá cao. Tỷ lệ nữ đại biểu Quốc hội liên tiếp tăng trong 3 khoá liền và đạt 27,31% ở khoá XI, đứng thứ nhất ở khu vực Châu á và thứ 9 trong 135 nước trong Liên minh Quốc hội thế giới. Trong kỳ bẩu cử Quốc hội khóa XII, tỷ lệ đại biểu là phụ nữ 127 người (chiếm 25,76%), dân tộc thiểu số 87 người (17,65%)...
Đối với các cuộc bầu cử Hội đồng nhân dân cũng có những số liệu tương tự như: Kỳ bầu cử đại biểu Hội đồng nhân dân ba cấp nhiệm kỳ 2004 – 2009 Tổng số cử tri cả nước: 51.551.349 người Số đại biểu được bầu: 3.869 (cấp tỉnh), 23.554 (cấp huyện), 284.507(cấp xã). Số người được giới thiệu ứng cử: 6.052 (cấp tỉnh), 36.281 (cấp huyện), 441.856 (cấp xã). Số người tự ứng cử: 77 (cấp tỉnh), 137 (cấp huyện), 851 (cấp xã). Tỷ lệ ứng cử viên nữ: 32,4% (cấp tỉnh), 30,6% (cấp huyện), 26.4% (cấp xã). Tỷ lệ ứng cử viên ngoài Đảng: 24.3% (cấp tỉnh), 25.9% (cấp huyện), 42% (cấp xã). Số khu vực bỏ phiếu: 87.239.
Với những số liệu đó, nhà cầm quyền cho rằng kết quả bầu cử đã phản ánh "ý nguyện và sức mạnh toàn dân", thể hiện qua việc số cử tri đi bầu cao hơn, kể cả những vùng miền có khó khăn do địa bàn và thời tiết, "không khí dân chủ cao hơn", trong ước muốn xây dựng một Quốc hội mạnh hơn, đủ sức quyết định những vấn đề trọng đại của đất nước trong thời kỳ hội nhập. Trong ngày bầu cử, "đất trời nước Việt vui cùng lòng người". Trong không khí dân chủ, trách nhiệm và phấn khởi, mỗi người dân như "thấy rõ hơn khát vọng của mình nơi khát vọng dân tộc", và cùng đó, thấy rõ hơn những đòi hỏi cao trong sự lựa chọn trước khi gửi lá phiếu bầu vào "niềm hy vọng và tin tưởng lớn".
Các nhà chức trách đều khẳng định các cuộc bầu cử đề diễn ra thành công tốt đẹp, kết quả cuộc bầu cử thể hiện tinh thần yêu nước của nhân dân Việt Nam, sự tin tưởng của nhân dân vào đường lối đổi mới của Đảng, là sự phát huy quyền làm chủ của nhân dân, tiếp tục xây dựng và hoàn thiện Nhà nước pháp quyền xã hội chủ nghĩa. Các cuộc bầu cử đều đảm yêu cầu dân chủ, đúng luật, an toàn, tiết kiệm.
Hòa trong niềm vui chung khi được trúng cử, đại biểu Nông Đức Mạnh phát biểu: "Tôi hy vọng Quốc hội khóa XII sẽ là Quốc hội của những đại biểu có đức, có tài, đại diện cho ý chí, nguyện vọng của nhân dân, góp phần xây dựng một Quốc hội thực sự vững vàng, đưa Việt Nam tiếp tục phát triển nhanh hơn, bền vững hơn".

### Phương tiện truyền thông trong nước
Trong mỗi kỳ bầu cử đại biểu Quốc hội và Hội đồng nhân dân các cấp, các phương tiện truyền thông trong nước đề tham gia tích cực vào quá trình đưa tin về diễn biến và kết quả bầu cử.
Trang nhất của các tờ báo ở Việt Nam như báo Nhân dân, Người Lao động, Lao động, Tuổi Trẻ, Sài Gòn Giải Phóng, Pháp luật.... cho đến các tờ báo liên về quảng cáo, thể thao... đều đồng loạt đưa tin, bài, phóng sự, ảnh về cuộc bầu cử.
Các phương tiện truyền thông như Đài Truyền hình Việt Nam, Đài Tiếng nói dân dân Việt Nam, các đài truyền hình, đài tiếng nói ở từng địa phương đồng loạt đưa tin, cập nhật thông tin về bầu cử. phản ánh quang cảnh "tấp nập, đông vui" tại khắp các điểm bỏ phiếu.
Các Trang thông tin điện tử cũng đồng loạt đăng tải các hình ảnh, bài viết, tin tức, bình luận, nhận định của công chúng đối với các cuộc bầu cử. Như VietNamNet Lao động....
Nhìn chung, các phương tiện truyền thông đề tuyên truyền, cổ vũ cho các kỳ đại biểu quốc hội và hội đồng nhân dân. Tất cả đều nhấn mạnh vị trí, vai trò, tầm quan trọng của cuộc bầu cử, sự nhiệt tình tham gia bầu cử của nhân dân.
Một số thuật ngữ thường nhắc đến khi đưa tin về bầu cử là: bầu cử là quyền và nghĩa vụ cơ bản của công dân trong việc xây dựng chính quyền của dân, do dân, vì dân, "Ngày hội lớn của quyền làm chủ đất nước". Không khí bầu cử luôn "hân hoan", "phấn khởi", "tưng bừng"….
Nhưng cũng có một số phương tiện truyền thông có ý kiến cho rằng, với sự băn khoăn của xã hội đối với phẩm chất năng lực của nhiều đại biểu các cấp như hiện nay, không thể nói rằng chất lượng các cuộc bầu cử đó không có vấn đề, không trực tiếp thì gián tiếp, và đã đến lúc cần thiết nên tiến hành tổ chức các diễn đàn đối thoại trực tiếp công khai giữa các ứng cử viên với nhân dân để từ đó người dân có thêm điều kiện lựa chọn khách quan sáng suốt, chính xác nhất những người mà mình sẽ bầu vào cơ quan quyền lực tối cao của Nhà nước.

### Phương tiện truyền thông quốc tế
Bầu cử ở Việt Nam được sự quan tâm khá sát sao của giới truyền thông quốc tế. Như cuộc bầu cử Quốc hội khoá XII được nhiều phương tiện truyền thông lớn trên thế giới đưa tin.
Đài Truyền hình NHK của Nhật Bản đã dành thời lượng 3 phút để đưa tin về cuộc bầu cử Quốc hội của Việt Nam. Kênh truyền hình NHK cũng sẽ dành thời gian 30 phút để nói về sự kiện này.
Đưa tin về cuộc bầu cử, hãng Reuters nhận xét: chính sách đổi mới của Đảng Cộng sản Việt Nam đã mở cửa cho nên kinh tế, cho cải tổ thị trường và cạnh tranh, giúp cải thiện mức sống của người dân.
Bên cạnh việc đưa tin, bài về diễn biến và kết quả bầu cử, một số phương tiện truyền thông quốc tế cũng đã có những chỉ trích về bầu cử ở Việt Nam.
Theo phóng viên Bill Hayton của BBC, những ứng cử viên phải được Đảng cộng sản thông qua, sự kiểm soát này có nghĩa bất cứ ai mà quan điểm không được đảng Cộng sản chấp nhận sẽ không có cơ hội để ra ứng cử.
Đối với tổng tuyển cử, vì các ứng cử viên phải qua đến ba lần Hiệp thương tổng tuyển cử của Mặt trận Tổ quốc Việt Nam nên có chỉ trích cho rằng đây chỉ là quá trình thanh lọc các ứng cử viên ngoài Đảng có tâm huyết.
BBC trích lời ông Nguyễn Văn Yểu phó chủ tịch Quốc hội Việt Nam: "Ở các nước khác có chế độ tranh cử, ở Việt Nam không có tranh cử mà là vận động bầu cử và theo quy định". "Quốc hội là cơ quan đại biểu cao nhất của nhân dân, Đảng Cộng sản Việt Nam với đại diện cao nhất là Ban Chấp hành Trung ương, Bộ Chính trị, theo điều 4 Hiến pháp 1992 là lãnh đạo Nhà nước và xã hội".
Theo BBC thì chính vì nhiều trường hợp chỉ có một ứng cử viên duy nhất, và người ứng cử viên đó đã thông qua một số thử thách, khảo nghiệm, giám sát, chất vấn từ các thành viên Quốc hội, cũng như trong những quá trình làm việc họ đã gây được uy tín và tạo được sự tin tưởng của Quốc hội rằng họ có khả năng làm việc hiệu quả, nên số phiếu tán thành thường rất cao, hầu hết trên 90%.
BBC còn cho rằng nhân sự cấp cao ở Việt Nam với các chức vụ Chủ tịch nước, Thủ tướng, Chủ tịch quốc hội thường đã được Đảng Cộng sản lựa chọn trước thông qua một quá trình khảo nghiệm, giám sát, xem xét cách làm việc, và dựa trên ý kiến chung, việc đưa ra để Quốc hội bầu cử mang nặng tính hình thức hơn là một cuộc bầu cử thật sự.
Họ nhận định bầu cử ở Việt Nam thực chất là bỏ phiếu tín nhiệm, vì các chức vụ đều do Đảng Cộng sản Việt Nam chỉ định trước dựa trên ý kiến của mọi người và thông qua quá trình giám sát khả năng làm việc của các nhân vật.
Tạp chí The Diplomat cho rằng "Các hành động của các nhà chức trách trong việc giam giữ, phong tỏa các nhà chỉ trích và làm im tiếng nói độc lập, trong một hệ thống bầu cử đảm bảo cho Đảng Cộng sản Việt Nam chiến thắng, chỉ củng cố thực tế rằng cuộc bầu cử sẽ không có ý nghĩa, và đúng hơn là một quá trình được sử dụng để phục vụ lợi ích của chế độ và đảm bảo tính liên tục nắm quyền của họ... Chính danh chỉ có thể đạt được khi người dân được phép lựa chọn lãnh đạo của mình thông qua các cuộc bầu cử tự do và công bằng, một điều đòi hỏi, trong số những thứ khác, phải trả tự do vô điều kiện cho tất cả các tù nhân chính trị, chấm dứt sự quấy rối không ngừng đối với những người thực thi nhân quyền của họ một cách ôn hòa, cải cách luật bầu cử, và mời các quan sát viên độc lập giám sát các cuộc bầu cử. Chỉ khi đó, tính hợp pháp mà Đảng Cộng sản Việt Nam tìm kiếm mới thực sự chính đáng.

### Các nhà nghiên cứu
Một số nhà nghiên cứu cho rằng, dù có nhiều điểm tiến bộ, tuy nhiên, cùng với thời gian, thể chế bầu cử ở Việt Nam đã bộc lộ một số nhược điểm cơ bản như:
Quá nhấn mạnh về tính tập trung, thống nhất, biểu hiện cụ thể là số lượng đại biểu Quốc hội hoặc Hội đồng nhân dân chủ yếu được bầu theo dự kiến, theo sự định hướng của lãnh đạo Đảng các cấp. Việc tuyệt đối hoá quan điểm của cấp uỷ trong việc lựa chọn các đại biểu của các tầng lớp nhân dân nhiều khi thể hiện được sự thống nhất, đảm bảo cơ cấu, nhưng thiếu toàn diện.
Trên thực tế, phương pháp này được thể hiện là bệnh hình thức, áp đặt cơ cấu thành phần đại biểu một cách bình quân, máy móc, xơ cứng, không phát huy được tính tích cực của quần chúng nhân dân trong việc lựa chọn người đại diện xứng đáng nhất cho mình. Vì thế, nhiều khi trong các cuộc bầu cử còn có biểu hiện mang tính phong trào, hình thức. Do đó, có nhiều đại biểu được bầu tuy đủ phẩm chất, tư cách nhưng lại không hẳn là đại biểu xứng đáng nhất của nhân dân. Trong tổng số 493 đại biểu được đắc cử ở kỳ họp Quốc hội khóa 12, 92% là đảng viên đảng cộng sản tức đảng cầm quyền.
Ở một số nơi, việc cố gắng thực hiện các dự kiến của cấp uỷ dẫn tới sự không thống nhất, đặc biệt là ở cơ sở. Có người được cấp uỷ giới thiệu nhưng cử tri không bầu, đại biểu có thể được cử tri bầu thì không được giới thiệu hoặc công nhận...Những đại biểu trúng cử theo cách như vậy rất khó làm việc với dân, mặt khác, lại gây mất lòng tin của dân đối với sự lãnh đạo của Đảng.
Ngoài ra, quá trình hiệp thương còn nặng về hợp thức hoá sự chỉ đạo định hướng từ cấp trên. Cử tri ở cơ sở bị rơi vào tình thế bị động, không được giới thiệu người mình tín nhiệm. Mặc dù pháp luật hiện nay có quy định cho người tự ứng cử, nhưng những quy định này cũng chưa đảm bảo công bằng, bình đẳng và chưa đảm bảo rằng người tự ứng cử là người được nhân dân tín nhiệm (chưa có một số lượng nhất định chữ ký hợp pháp của cử tri ủng hộ, như ở nhiều nước).
Việc tự ứng cử, cho đến nay còn chưa được quy định chặt chẽ, thậm chí còn tùy tiện. Về chủ trương, thể chế và tâm lý xã hội vẫn chưa thật sự sẵn sàng cho các cá nhân tự ứng cử. Cơ cấu cho đại biểu tự ứng cử rất thấp (khoảng 10% cho đại biểu Quốc hội lần thứ XII).
Và thể chế bầu cử ở Việt Nam, đặc biệt là những thay đổi từ cuộc bầu cử đại biểu Quốc hội khoá XI và vào Hội đồng nhân dân ba cấp năm 2004, đã bộc lộ nhiều điểm hạn chế, đã từng rút kinh nghiệm, nhưng Luật Bầu cử đại biểu Hội đồng nhân dân và Luật Bầu cử đại biểu Quốc hội vẫn chưa có những điều chỉnh thích hợp, nhiều điểm chưa đáp ứng được sự chờ đợi của nhân dân, nhất là mâu thuẫn giữa cơ cấu và chất lượng, vấn đề "số dư tương đối lớn" và chuẩn mực "ít nhất từ hai chọn một", vấn đề tự ứng cử, tỉ lệ, chất lượng và tiêu chí giữa đại biểu Quốc hội chuyên trách và không chuyên trách...
Trong điều kiện một Đảng cầm quyền như ở Việt Nam, việc không cho phép hoặc không khuyến khích đảng viên tự ứng cử là một hạn chế, đồng thời cũng làm thu hẹp khả năng lựa chọn của cử tri. Việc lấy ý kiến cử tri nơi công tác và nơi cư trú thường xuyên chưa phản ánh thực chất quyền dân chủ của nhân dân. vì cử tri còn thụ động, họ chỉ được bày tỏ tín nhiệm đối với những người đã có sẵn trong danh sách. Sự tín nhiệm này cũng chỉ mới so với tiêu chuẩn cần thiết (tư cách) của người đại biểu chứ chưa phải là người cử tri lựa chọn trong số những người tốt nhất, xứng đáng hơn giới thiệu ra ứng cử. Đại biểu, đặc biệt là đại biểu Quốc hội nếu mới chỉ nhận được sự "đảm bảo" tư cách của cử tri nơi công tác và nơi cư trú thường xuyên thì chưa đủ, còn phải có sự "đảm bảo" rộng rãi hơn.
Luật Bầu cử đại biểu Quốc hội, Luật Bầu cử Hội đồng nhân dân quy định danh sách ứng cử viên phải nhiều hơn số lượng đại biểu được bầu, nhưng không nói rõ phải nhiều hơn số tối thiểu là bao nhiêu, nên chưa thực sự dân chủ và khoa học. Thông thường, số ứng cử viên chỉ nhiều hơn số đại biểu được bầu 1 đến 2 người vì vậy chưa tạo điều kiện cho cử tri trong việc lựa chọn. Trong các cuộc bầu cử, còn thiếu các cuộc vận động tranh cử và cũng thiếu các chế định cho việc vận động tranh cử. Đại biểu đắc cử chủ yếu phụ thuộc vào định hướng của lãnh đạo, vào cơ cấu chứ không phải vì năng lực và chương trình hành động của họ được thể hiện qua vận động tranh cử.
Giáo sư Trịnh Duy Luận, một nhà xã hội học ở Học viện Khoa học Xã hội Việt Nam nói điều có thật là một người đi bầu cho cả nhà chứng tỏ người dân Việt Nam không thiết tha gì đến quyền công dân của mình. Và nó chứng tỏ nhà nước Việt Nam không làm cho người dân hiểu quyền lợi và nghĩa vụ của họ như thế nào. Dĩ nhiên, tất cả những nhà lãnh đạo cao cấp của Việt Nam đều tái đắc cử. Thủ tướng Nguyễn Tấn Dũng được số phiều bầu cao nhất trong những ứng cử viên với 99.1%.
Nhưng chính sự thiếu ủng hộ cho những ứng cử viên ngoài đảng và những ứng cử viên độc lập đã làm cho mọi người chú ý. Cuộc bầu cử quốc hội khóa XI, đã có ba ứng cử viên độc lập đắc cử. Năm năm trước có hai ứng cử viên viên độc lập đắc cử. Nhưng trong kỳ bầu cử khóa XII chỉ có một người tự ứng cử.
Bên cạnh đó thì cơ chế tự ứng cử cũng có những nhược điểm nhất định như: những thủ tục, điều kiện tự ra ứng cử (ví dụ như phải thu thập chữ ký cử tri, phải đóng tiền…) chưa thật sự chặt chẽ. Tiêu chuẩn đại biểu còn chung chung, chưa định lượng một cách cụ thể nên cử tri cũng không hình dung được người mình bầu có đáp ứng được mong đợi của mình không. Còn người tự ứng cử cũng cứ nghĩ mình có điều kiện như vậy là làm đại biểu được. Quy định về vận động bầu cử chưa tạo điều kiện cho người được đề cử và cả người tự ứng cử có cơ hội bình đẳng như nhau trên các kênh thông tin truyền thông, rồi điều kiện để tiếp xúc, xâm nhập với thực tiễn, gần gũi với cử tri...
Ông Nguyễn Văn An nguyên Chủ tịch Quốc hội Việt Nam cho rằng nếu "không có tranh cử, dân sẽ không có cơ hội lựa chọn cương lĩnh và nguyên thủ. Làm như lâu nay thì chưa thật dân chủ trong Đảng, cũng chưa thật dân chủ trong dân, còn mang nhiều tính hình thức, thụ động, dân ít quan tâm." Để giải quyết lỗi hệ thống này, ông An đưa ra giải pháp rằng "có thể có nhiều đồng chí đưa ra những cương lĩnh tranh cử khác nhau, dăm ba cương lĩnh chẳng hạn, sau đó trong Đảng lựa chọn ra hai ba cương lĩnh tranh cử để đưa ra dân lựa chọn, như sự tranh cử trong nội bộ một Đảng của các nước có đa đảng tham chính. Như vậy, dân sẽ có cơ hội lựa chọn cương lĩnh tranh cử và người đứng đầu cương lĩnh để trở thành cương lĩnh phát triển của đất nước và nguyên thủ quốc gia trong một nhiệm kỳ xác định...
Ông Nguyễn Lễ, Thạc sỹ về Quan hệ Quốc tế tại Đại học California, cho rằng "Khi mà ai đó trở thành đại biểu Quốc hội phụ thuộc nhiều vào tín nhiệm của Đảng hơn là tín nhiệm của dân thì họ sẽ sợ Đảng hơn là sợ dân. Họ sẽ không như các nghị sỹ Mỹ mỗi khi bỏ một lá phiếu phải cân nhắc xem nó có hậu quả thế nào với tương lai chính trị của họ. Kết quả là họ xa rời dân, mất tính giải trình với dân và không nắm được suy nghĩ, nguyện vọng của người dân. Và khi bị tách khỏi nền tảng người dân, chế độ rất dễ lung lay".